# Torneo Federal A 2023
Il Torneo Federal A 2023 è stata l'11ª edizione del campionato di terza divisione argentino riservato alle squadre indirettamente affiliate alla AFA.
Al torneo hanno preso parte 36 squadre, tra cui le 6 squadre che hanno ottenuto la promozione provenienti dal Torneo Regional Federal Amateur 2022-2023 : il Germinal, che è ritornato nel Federal A dopo la sua ultima partecipazione nella stagione 1996-1997; il 9 de Julio, che tornato in questa divisione dopo essere retrocesso nella stagione 2010-2011; il San Martín, che ritornato nella categoria dopo la sua ultima partecipazione nella stagione 2006-2007; il Sol de América, che ritorna nel Federal A dopo aver perso la categoria nella stagione 2016-2017; l'Atenas e il Linqueño, entrambe alla prima partecipazione nel Federal A; infine, il Santamarina, dopo la sua retrocessione dalla Primera B Nacional 2022 e che è tornato nel Federal A dopo la sua promozione nella stagione 2013-2014.
Il campionato, che ha preso avvio il 10 marzo 2023 e si è concluso il 3 dicembre 2023, è stato vinto dal Gimnasia y Tiro di Salta che, sconfiggendo in finale il Douglas Haig (squadra che successivamente ha avuto la possibilità di ottenere comunque la promozione, ma che è stato sconfitto nello spareggio promozione dalla squadra vincitrice del Torneo reducido della Primera B, ovvero il San Miguel) , ha ottenuto in tal modo la promozione diretta in Primera B Nacional.
Mentre in un primo momento il regolamento del campionato prevedeva la retrocessione di ben 4 squadre nelle rispettive leghe amatoriali regionali, il Consejo Federal della AFA ha successivamente limitato a 2 il numero di squadre che sono retrocesse nelle rispettive leghe amatoriali di appartenenza, ovvero il Liniers e lo Sportivo Peñarol.

## Formato
Il torneo è stato organizzato in due fasi: una prima fase ed una fase finale.

### Etapa clasificatoria
Nella prima fase (etapa clasificatoria), le 36 squadre partecipanti sono state divise in 4 gruppi da 9 squadre ognuno. Ogni squadra ha affrontato le avversarie del proprio girone in un torneo con partite di andata e ritorno per due volte. Al termine dei quattro gironi, le prime 4 squadre classificate di ogni gruppo hanno ottenuto l'accesso alla fase finale.
Prima della decisione del Consejo Federal della AFA di fine campionato, il regolamento prevedeva che l'ultima squadra di ogni gruppo retrocedesse nelle rispettive leghe amatoriali regionali. Dopo la decisione, sono stati invece previsti due spareggi retrocessione per determinare le 2 squadre che sono retrocesse.

### Etapa final
La fase finale (etapa final), che ha visto la partecipazione delle 16 squadre classificatesi dalla prima fase, è stata disputata con un torneo ad eliminazione diretta. La squadra vincitrice del torneo ha ottenuto il titolo di campione e la promozione diretta in Primera B Nacional. La squadra sconfitta nella finale ha ottenuto il diritto di partecipare ad uno spareggio per una seconda promozione contro la squadra vincitrice del Torneo reducido del campionato di Primera B.

### Qualifica alla Coppa Argentina 2024
A qualificarsi alla Copa Argentina 2024 sono state le prime 2 squadre classificate di ogni girone, nonché le 2 migliori terze classificate.

## Squadre partecipanti

### Zona A
| Club              | Città                       | Stadio                               |
| ----------------- | --------------------------- | ------------------------------------ |
| Cipolletti        | Cipolletti                  | La Visera de Cemento                 |
| Círculo Deportivo | Comandante Nicanor Otamendi | Guillermo Trama                      |
| Germinal          | Rawson                      | El Fortín                            |
| Liniers           | Bahía Blanca                | Alejandro Pérez                      |
| Olimpo            | Bahía Blanca                | Roberto Natalio Carminatti           |
| Sansinena         | General Daniel Cerri        | Luis Molina                          |
| Santamarina       | Tandil                      | Stadio Municipale General San Martín |
| Sol de Mayo       | Viedma                      | Sol de Mayo                          |
| Villa Mitre       | Bahía Blanca                | El Fortín                            |

### Zona B
| Club                         | Città                 | Stadio                               |
| ---------------------------- | --------------------- | ------------------------------------ |
| Argentino                    | Monte Maíz            | Modesto Marrone                      |
| Ciudad de Bolívar            | San Carlos de Bolívar | Municipal Eva Perón                  |
| Ferro Carril Oeste           | General Pico          | El Coloso del Barrio Talleres        |
| Huracán Las Heras            | Las Heras             | General San Martín                   |
| Juventud Unida Universitario | San Luis              | Mario Sebastián Diez                 |
| San Martín                   | San Martín            | Stadio Libertador General San Martín |
| Sportivo Estudiantes         | San Luis              | El Coliseo                           |
| Sportivo Peñarol             | Chimbas               | Ramón Pablo Rojas                    |

### Zona C
| Club                          | Città                  | Stadio                |
| ----------------------------- | ---------------------- | --------------------- |
| Atenas                        | Río Cuarto             | 9 de julio            |
| Defensores de Belgrano        | Villa Ramallo          | Salomón Boeseldín     |
| Defensores de Pronunciamiento | Pronunciamiento        | Delio Cardozo         |
| Douglas Haig                  | Pergamino              | Miguel Morales        |
| El Linqueño                   | Lincoln                | Leonardo Costa        |
| Gimnasia y Esgrima            | Concepción del Uruguay | Manuel y Ramón Núñez  |
| Independiente                 | Chivilcoy              | Raúl Orlando Lungarzo |
| Sportivo Belgrano             | San Francisco          | Oscar Carlos Boero    |
| Sportivo Las Parejas          | Las Parejas            | 4 de Septiembre       |
| Unión                         | Sunchales              | De la Avenida         |

### Zona D
| Club                  | Città       | Stadio                      |
| --------------------- | ----------- | --------------------------- |
| 9 de Julio            | Rafaela     | Germán Solterman            |
| Boca Unidos           | Corrientes  | Leoncio Benítez             |
| Central Norte         | Salta       | Padre Ernesto Martearena    |
| Crucero del Norte     | Posadas     | Comandante Andrés Guacurarí |
| Gimnasia y Tiro       | Salta       | El Gigante del Norte        |
| Juventud Antoniana    | Salta       | Padre Ernesto Martearena    |
| San Martín de Formosa | Formosa     | 17 de Octubre               |
| Sarmiento             | Resistencia | Centenario                  |
| Sol de América        | Formosa     | Estadio de Sol de América   |

## Prima fase

### Zona A

#### Classifica
| Pos. | Squadra          | Pt | G  | V  | N  | P  | GF | GS | DR  |
| ---- | ---------------- | -- | -- | -- | -- | -- | -- | -- | --- |
| 1.   | Olimpo           | 70 | 32 | 20 | 10 | 2  | 58 | 20 | +38 |
| 2.   | Villa Mitre      | 67 | 32 | 19 | 10 | 3  | 55 | 15 | +40 |
| 3.   | Cipolletti       | 47 | 32 | 13 | 8  | 11 | 35 | 34 | +1  |
| 4.   | Santamarina      | 44 | 32 | 11 | 11 | 10 | 33 | 31 | +2  |
| 5.   | Sansinena        | 43 | 32 | 12 | 7  | 13 | 33 | 37 | -4  |
| 6.   | Sol de Mayo (V)  | 38 | 32 | 11 | 5  | 16 | 35 | 52 | -17 |
| 7.   | Germinal (R)     | 34 | 32 | 9  | 7  | 16 | 30 | 45 | -15 |
| 8.   | Círculo Dep. (O) | 29 | 32 | 7  | 8  | 17 | 25 | 46 | -21 |
| 9.   | Liniers (BB)     | 24 | 32 | 6  | 6  | 20 | 18 | 42 | -24 |

Legenda
      Squadre qualificate alla fase finale.
      Squadra qualificata agli spareggi retrocessione.
Note
Fonte: AFA
3 punti per la vittoria, 1 punto per il pareggio.
A parità di punti, valgono i seguenti criteri: 1) Spareggio (solo per determinare la vincente del campionato; 2) differenza reti; 3) gol fatti; 4) punti negli scontri diretti; 5) differenza reti negli scontri diretti; 6) gol fatti negli scontri diretti.

#### Risultati

##### Primo girone di andata
| Villa Mitre         | 0 - 0               | Liniers (BB)        | 11.3.2023           | Círculo Deportivo   | 0 - 1               | Germinal            | 18.3.2023           | Santamarina    | 0 - 0          | Villa Mitre       | 25.3.2023      |
| Santamarina         | 1 - 1               | Sansinena           | 11.3.2023           | Sansinena           | 2 - 1               | Cipolletti          | 18.3.2023           | Sol de Mayo    | 1 - 1          | Círculo Deportivo | 26.3.2023      |
| Germinal            | 1 - 1               | Olimpo              | 12.3.2023           | Liniers (BB)        | 2 - 1               | Santamarina         | 18.3.2023           | Germinal       | 1 - 1          | Sansinena         | 26.3.2023      |
| Cipolletti          | 1 - 0               | Círculo Deportivo   | 12.3.2023           | Olimpo              | 5 - 0               | Sol de Mayo         | 19.3.2023           | Cipolletti     | 1 - 0          | Liniers (BB)      | 26.3.2023      |
| Riposa: Sol de Mayo | Riposa: Sol de Mayo | Riposa: Sol de Mayo | Riposa: Sol de Mayo | Riposa: Villa Mitre | Riposa: Villa Mitre | Riposa: Villa Mitre | Riposa: Villa Mitre | RIposa: Olimpo | RIposa: Olimpo | RIposa: Olimpo    | RIposa: Olimpo |

| Sansinena           | 2 - 1               | Sol de Mayo         | 1.4.2023            | Sansinena                 | 0 - 2                     | Olimpo                    | 8.4.2023                  | Sansinena          | 2 - 0              | Círculo Deportivo  | 15.4.2023          |
| Círculo Deportivo   | 0 - 2               | Olimpo              | 1.4.2023            | Sol de Mayo               | 0 - 1                     | Liniers (BB)              | 9.4.2023                  | Liniers (BB)       | 2 - 2              | Olimpo             | 15.4.2023          |
| Villa Mitre         | 2 - 0               | Cipolletti          | 1.4.2023            | Germinal                  | 1 - 0                     | Villa Mitre               | 9.4.2023                  | Santamarina        | 1 - 1              | Germinal           | 15.4.2023          |
| Liniers (BB)        | 2 - 1               | Germinal            | 1.4.2023            | Cipolletti                | 1 - 3                     | Santamarina               | 9.4.2023                  | Villa Mitre        | 1 - 0              | Sol de Mayo        | 16.4.2023          |
| Riposa: Santamarina | Riposa: Santamarina | Riposa: Santamarina | Riposa: Santamarina | Riposa: Círculo Deportivo | Riposa: Círculo Deportivo | Riposa: Círculo Deportivo | Riposa: Círculo Deportivo | Riposa: Cipolletti | Riposa: Cipolletti | Riposa: Cipolletti | Riposa: Cipolletti |

| Círculo Deportivo | 3 - 0             | Liniers (BB)      | 23.4.2023         | Villa Mitre      | 3 - 1            | Círculo Deportivo | 28.4.2023        | Sol de Mayo          | 1 - 4                | Germinal             | 6.5.2023             |
| Olimpo            | 1 - 0             | Villa Mitre       | 23.4.2023         | Cipolletti       | 0 - 1            | Sol de Mayo       | 30.4.2023        | Sansinena            | 0 - 2                | Villa Mitre          | 7.5.2023             |
| Germinal          | 1 - 1             | Cipolletti        | 23.4.2023         | Liniers (BB)     | 2 - 0            | Sansinena         | 30.4.2023        | Círculo Deportivo    | 0 - 1                | Santamarina          | 7.5.2023             |
| Sol de Mayo       | 3 - 0             | Santamarina       | 24.4.2023         | Santamarina      | 0 - 0            | Olimpo            | 30.4.2023        | Olimpo               | 1 - 1                | Cipolletti           | 7.5.2023             |
| Riposa: Sansinena | Riposa: Sansinena | Riposa: Sansinena | Riposa: Sansinena | Riposa: Germinal | Riposa: Germinal | Riposa: Germinal  | Riposa: Germinal | Riposa: Liniers (BB) | Riposa: Liniers (BB) | Riposa: Liniers (BB) | Riposa: Liniers (BB) |

##### Primo girone di ritorno
| Círculo Deportivo       | 2 - 1                   | Cipolletti              | 13.5.2023               | Germinal            | 0 - 1               | Círculo Deportivo   | 17.5.2023           | Círculo Deportivo | 1 - 0          | Sol de Mayo (V) | 21.5.2023      |
| Olimpo                  | 3 - 1                   | Germinal                | 13.5.2023               | Sol de Mayo (V)     | 2 - 3               | Olimpo              | 17.5.2023           | Sansinena         | 3 - 0          | Germinal        | 21.5.2023      |
| Sansinena               | 2 - 0                   | Santamarina             | 13.5.2023               | Santamarina         | 1 - 0               | Liniers (BB)        | 17.5.2023           | Villa Mitre       | 2 - 0          | Santamarina     | 21.5.2023      |
| Liniers (BB)            | 0 - 0                   | Villa Mitre             | 13.5.2023               | Cipolletti          | 3 - 0               | Sansinena           | 17.5.2023           | Liniers (BB)      | 1 - 2          | Cipolletti      | 21.5.2023      |
| Riposa: Sol de Mayo (V) | Riposa: Sol de Mayo (V) | Riposa: Sol de Mayo (V) | Riposa: Sol de Mayo (V) | Riposa: Villa Mitre | Riposa: Villa Mitre | Riposa: Villa Mitre | Riposa: Villa Mitre | RIposa: Olimpo    | RIposa: Olimpo | RIposa: Olimpo  | RIposa: Olimpo |

| Sol de Mayo (V)     | 1 - 0               | Sansinena           | 28.5.2023           | Olimpo                    | 1 - 0                     | Sansinena                 | 3.6.2023                  | Germinal           | 0 - 2              | Santamarina        | 10.6.2023          |
| Germinal            | 1 - 0               | Liniers (BB)        | 28.5.2023           | Liniers (BB)              | 0 - 1                     | Sol de Mayo               | 3.6.2023                  | Sol de Mayo        | 1 - 1              | Villa Mitre        | 11.6.2023          |
| Olimpo              | 2 - 0               | Círculo Deportivo   | 28.5.2023           | Santamarina               | 1 - 0                     | Cipolletti                | 3.6.2023                  | Olimpo             | 1 - 0              | Liniers (BB)       | 11.6.2023          |
| Cipolletti          | 1 - 2               | Villa Mitre         | 28.5.2023           | Villa Mitre               | 3 - 0                     | Germinal                  | 4.6.2023                  | Círculo Deportivo  | 0 - 3              | Sansinena          | 11.6.2023          |
| Riposa: Santamarina | Riposa: Santamarina | Riposa: Santamarina | Riposa: Santamarina | Riposa: Círculo Deportivo | Riposa: Círculo Deportivo | Riposa: Círculo Deportivo | Riposa: Círculo Deportivo | RIposa: Cipolletti | RIposa: Cipolletti | RIposa: Cipolletti | RIposa: Cipolletti |

| Liniers (BB)      | 2 - 0             | Círculo Deportivo | 17.6.2023         | Sol de Mayo       | 4 - 2            | Cipolletti       | 24.6.2023        | Santamarina          | 2 - 1                | Círculo Deportivo    | 28.6.2023            |
| Santamarina       | 0 - 0             | Sol de Mayo       | 17.6.2023         | Olimpo            | 2 - 2            | Santamarina      | 24.6.2023        | Germinal             | 0 - 1                | Sol de Mayo          | 28.6.2023            |
| Cipolletti        | 1 - 0             | Germinal          | 18.6.2023         | Círculo Deportivo | 0 - 0            | Villa Mitre      | 24.6.2023        | Villa Mitre          | 0 - 0                | Sansinena            | 28.6.2023            |
| Villa Mitre       | 1 - 0             | Olimpo            | 18.6.2023         | Sansinena         | 2 - 0            |                  | 24.6.2023        | Cipolletti           | 1 - 0                | Olimpo               | 28.6.2023            |
| Riposa: Sansinena | Riposa: Sansinena | Riposa: Sansinena | Riposa: Sansinena | Riposa: Germinal  | Riposa: Germinal | Riposa: Germinal | Riposa: Germinal | Riposa: Liniers (BB) | Riposa: Liniers (BB) | Riposa: Liniers (BB) | Riposa: Liniers (BB) |

##### Secondo girone di andata
| Germinal            | 0 - 2               | Olimpo              | 2.7.2023            | Liniers (BB)        | 0 - 1               | Santamarina         | 8.7.2023            | Santamarina    | 1 - 1          | Villa Mitre       | 15.7.2023      |
| Santamarina         | 0 - 0               | Sansinena           | 2.7.2023            | Sansinena           | 1 - 1               | Cipolletti          | 8.7.2023            | Sol de Mayo    | 2 - 1          | Círculo Deportivo | 16.7.2023      |
| Cipolletti          | 2 - 0               | Círculo Deportivo   | 2.7.2023            | Círculo Deportivo   | 3 - 3               | Germinal            | 8.7.2023            | Germinal       | 2 - 0          | Sansinena         | 16.7.2023      |
| Villa Mitre         | 4 - 1               | Liniers (BB)        | 2.7.2023            | Olimpo              | 2 - 0               | Sol de Mayo         | 8.7.2023            | Cipolletti     | 1 - 0          | Liniers (BB)      | 16.7.2023      |
| Riposa: Sol de Mayo | Riposa: Sol de Mayo | Riposa: Sol de Mayo | Riposa: Sol de Mayo | Riposa: Villa Mitre | Riposa: Villa Mitre | Riposa: Villa Mitre | Riposa: Villa Mitre | RIposa: Olimpo | RIposa: Olimpo | RIposa: Olimpo    | RIposa: Olimpo |

| Liniers (BB)        | 1 - 3               | Germinal            | 22.7.2023           | Germinal                  | 0 - 1                     | Villa Mitre               | 29.7.2023                 | Sansinena          | 1 - 2              | Círculo Deportivo  | 2.8.2023           |
| Sansinena           | 3 - 0               | Sol de Mayo         | 23.7.2023           | Olimpo                    | 2 - 0                     | Sansinena                 | 29.7.2023                 | Santamarina        | 3 - 0              | Germinal           | 2.8.2023           |
| Círculo Deportivo   | 2 - 2               | Olimpo              | 23.7.2023           | Sol de Mayo               | 3 - 0                     | Liniers (BB)              | 29.7.2023                 | Villa Mitre        | 4 - 1              | Sol de Mayo        | 2.8.2023           |
| Villa Mitre         | 2 - 0               | Cipolletti          | 24.7.2023           | Cipolletti                | 2 - 1                     | Santamarina               | 29.7.2023                 | Liniers (BB)       | 1 - 3              | Olimpo             | 2.8.2023           |
| Riposa: Santamarina | Riposa: Santamarina | Riposa: Santamarina | Riposa: Santamarina | Riposa: Círculo Deportivo | Riposa: Círculo Deportivo | Riposa: Círculo Deportivo | Riposa: Círculo Deportivo | Riposa: Cipolletti | Riposa: Cipolletti | Riposa: Cipolletti | Riposa: Cipolletti |

| Círculo Deportivo | 0 - 0             | Liniers (BB)      | 6.8.2023          | Villa Mitre      | 1 - 1            | Círculo Deportivo | 18.8.2023        | Sol de Mayo          | 2 - 1                | Germinal             | 27.8.2023            |
| Olimpo            | 3 - 2             | Villa Mitre       | 6.8.2023          | Santamarina      | 1 - 1            | Olimpo            | 19.8.2023        | Sansinena            | 2 - 4                | Villa Mitre          | 27.8.2023            |
| Germinal          | 0 - 0             | Cipolletti        | 6.8.2023          | Liniers (BB)     | 0 - 1            | Sansinena         | 20.8.2023        | Círculo Deportivo    | 1 - 0                | Santamarina          | 27.8.2023            |
| Sol de Mayo       | 1 - 1             | Santamarina       | 7.8.2023          | Cipolletti       | 0 - 0            | Sol de Mayo       | 20.8.2023        | Olimpo               | 3 - 2                | Cipolletti           | 27.8.2023            |
| Riposa: Sansinena | Riposa: Sansinena | Riposa: Sansinena | Riposa: Sansinena | Riposa: Germinal | Riposa: Germinal | Riposa: Germinal  | Riposa: Germinal | Riposa: Liniers (BB) | Riposa: Liniers (BB) | Riposa: Liniers (BB) | Riposa: Liniers (BB) |

##### Secondo girone di ritorno
| Círculo Deportivo       | 1 - 2                   | Cipolletti              | 3.9.2023                | Germinal            | 2 - 0               | Círculo Deportivo   | 9.9.2023            | Círculo Deportivo | 3 - 2          | Sol de Mayo (V) | 13.9.2023      |
| Olimpo                  | 3 - 0                   | Germinal                | 3.9.2023                | Sol de Mayo (V)     | 0 - 2               | Olimpo              | 9.9.2023            | Sansinena         | 1 - 0          | Germinal        | 13.9.2023      |
| Sansinena               | 1 - 0                   | Santamarina             | 3.9.2023                | Santamarina         | 1 - 1               | Liniers (BB)        | 9.9.2023            | Villa Mitre       | 2 - 0          | Santamarina     | 13.9.2023      |
| Liniers (BB)            | 0 - 2                   | Villa Mitre             | 3.9.2023                | Cipolletti          | 2 - 1               | Sansinena           | 9.9.2023            | Liniers (BB)      | 0 - 1          | Cipolletti      | 13.9.2023      |
| Riposa: Sol de Mayo (V) | Riposa: Sol de Mayo (V) | Riposa: Sol de Mayo (V) | Riposa: Sol de Mayo (V) | Riposa: Villa Mitre | Riposa: Villa Mitre | Riposa: Villa Mitre | Riposa: Villa Mitre | RIposa: Olimpo    | RIposa: Olimpo | RIposa: Olimpo  | RIposa: Olimpo |

| Sol de Mayo (V)     | 4 - 2               | Sansinena           | 17.9.2023           | Santamarina               | 2 - 1                     | Cipolletti                | 23.9.2023                 | Sol de Mayo        | 0 - 4              | Villa Mitre        | 30.9.2023          |
| Germinal            | 1 - 0               | Liniers (BB)        | 17.9.2023           | Liniers (BB)              | 2 - 0                     | Sol de Mayo               | 23.9.2023                 | Germinal           | 2 - 1              | Santamarina        | 30.9.2023          |
| Olimpo              | 1 - 0               | Círculo Deportivo   | 17.9.2023           | Sansinena                 | 1 - 1                     | Olimpo                    | 24.9.2023                 | Círculo Deportivo  | 0 - 0              | Sansinena          | 1.10.2023          |
| Cipolletti          | 0 - 0               | Villa Mitre         | 17.9.2023           | Villa Mitre               | 3 - 0                     | Germinal                  | 24.9.2023                 | Olimpo             | 4 - 0              | Liniers (BB)       | 1.10.2023          |
| Riposa: Santamarina | Riposa: Santamarina | Riposa: Santamarina | Riposa: Santamarina | Riposa: Círculo Deportivo | Riposa: Círculo Deportivo | Riposa: Círculo Deportivo | Riposa: Círculo Deportivo | Riposa: Cipolletti | Riposa: Cipolletti | Riposa: Cipolletti | Riposa: Cipolletti |

| Santamarina       | 3 - 0             | Sol de Mayo       | 7.10.2023         | Sol de Mayo       | 1 - 2            | Cipolletti       | 14.10.2023       | Germinal             | 1 - 2                | Sol de Mayo          | 29.10.2023           |
| Liniers (BB)      | 0 - 0             | Círculo Deportivo | 7.10.2023         | Círculo Deportivo | 1 - 4            | Villa Mitre      | 14.10.2023       | Villa Mitre          | 4 - 0                | Sansinena            | 29.10.2023           |
| Villa Mitre       | 0 - 0             | Olimpo            | 8.10.2023         | Sansinena         | 1 - 0            | Liniers (BB)     | 14.10.2023       | Santamarina          | 3 - 0                | Círculo Deportivo    | 29.10.2023           |
| Cipolletti        | 2 - 2             | Germinal          | 8.10.2023         | Olimpo            | 3 - 0            | Santamarina      | 15.10.2023       | Cipolletti           | 0 - 0                | Olimpo               | 29.10.2023           |
| Riposa: Sansinena | Riposa: Sansinena | Riposa: Sansinena | Riposa: Sansinena | Riposa: Germinal  | Riposa: Germinal | Riposa: Germinal | Riposa: Germinal | Riposa: Liniers (BB) | Riposa: Liniers (BB) | Riposa: Liniers (BB) | Riposa: Liniers (BB) |

### Zona B

#### Classifica
| Pos. | Squadra           | Pt | G  | V  | N  | P  | GF | GS | DR  |
| ---- | ----------------- | -- | -- | -- | -- | -- | -- | -- | --- |
| 1.   | Ciudad de Bolívar | 59 | 32 | 17 | 8  | 7  | 45 | 25 | +20 |
| 2.   | Argentino (MM)    | 58 | 32 | 15 | 13 | 4  | 53 | 27 | +26 |
| 3.   | Juv. Unida (SL)   | 51 | 32 | 13 | 12 | 7  | 33 | 23 | +10 |
| 4.   | Atenas (RC)       | 44 | 32 | 12 | 8  | 12 | 43 | 42 | +1  |
| 5.   | Huracán (LH)      | 43 | 32 | 12 | 7  | 13 | 29 | 39 | -10 |
| 6.   | San Martín (M)    | 39 | 32 | 10 | 9  | 13 | 29 | 34 | -5  |
| 7.   | Ferro (GP)        | 37 | 32 | 10 | 7  | 15 | 31 | 38 | -7  |
| 8.   | Estudiantes (SL)  | 35 | 32 | 8  | 11 | 13 | 33 | 41 | -8  |
| 9.   | Sp. Peñarol       | 25 | 32 | 6  | 7  | 19 | 30 | 57 | -27 |

Legenda
      Squadre qualificate alla fase finale.
      Squadra qualificata agli spareggi retrocessione.
Note
Fonte: AFA
3 punti per la vittoria, 1 punto per il pareggio.
A parità di punti, valgono i seguenti criteri: 1) Spareggio (solo per determinare la vincente del campionato; 2) differenza reti; 3) gol fatti; 4) punti negli scontri diretti; 5) differenza reti negli scontri diretti; 6) gol fatti negli scontri diretti.

#### Risultati

##### Primo girone di andata
| Estudiantes (SL)       | 1 - 3                  | Ciudad Bolívar         | 10.3.2023              | Ciudad Bolívar       | 1 - 1                | Argentino (MM)       | 18.3.2023            | Argentino (MM)         | 2 - 1                  | Sp. Peñarol (SJ)       | 25.3.2023              |
| Ferro (GP)             | 2 - 0                  | Sp. Peñarol (SJ)       | 12.3.2023              | Juv. Unida (SL)      | 1 - 0                | Ferro (GP)           | 19.3.2023            | Ferro (GP)             | 1 - 0                  | San Martín (M)         | 25.3.2023              |
| Atenas (RC)            | 1 - 0                  | Juv. Unida (SL)        | 12.3.2023              | Sp. Peñarol (SJ)     | 1 - 1                | Estudiantes (SL)     | 19.3.2023            | Estudiantes (SL)       | 0 - 0                  | Juv. Unida (SL)        | 26.3.2023              |
| Huracán (LH)           | 1 - 0                  | San Martín (M)         | 12.3.2023              | San Martín (M)       | 1 - 0                | Atenas (RC)          | 19.3.2023            | Atenas (RC)            | 1 - 1                  | Huracán (LH)           | 26.3.2023              |
| RIposa: Argentino (MM) | RIposa: Argentino (MM) | RIposa: Argentino (MM) | RIposa: Argentino (MM) | Riposa: Huracán (LH) | Riposa: Huracán (LH) | Riposa: Huracán (LH) | Riposa: Huracán (LH) | Riposa: Ciudad Bolívar | Riposa: Ciudad Bolívar | Riposa: Ciudad Bolívar | Riposa: Ciudad Bolívar |

| Huracán (LH)        | 2 - 1               | Ferro (GP)          | 1.4.2023            | Ciudad Bolívar           | 2 - 0                    | Juv. Unida (SL)          | 8.4.2023                 | Juv. Unida (SL)    | 1 - 0              | Sp. Peñarol (SJ)   | 16.4.2023          |
| Juv. Unida (SL)     | 0 - 2               | Argentino (MM)      | 1.4.2023            | Argentino (MM)           | 2 - 0                    | San Martín (M)           | 8.4.2023                 | Huracán (LH)       | 0 - 1              | Argentino (MM)     | 16.4.2023          |
| Sp. Peñarol (SJ)    | 0 - 0               | Ciudad Bolívar      | 2.4.2023            | Estudiantes (SL)         | 0 - 0                    | Huracán (LH)             | 9.4.2023                 | San Martín (M)     | 1 - 1              | Ciudad Bolívar     | 16.4.2023          |
| San Martín (M)      | 1 - 0               | Estudiantes (SL)    | 2.4.2023            | Ferro (GP)               | 3 - 0                    | Atenas (RC)              | 9.4.2023                 | Atenas (RC)        | 3 - 3              | Estudiantes (SL)   | 16.4.2023          |
| Riposa: Atenas (RC) | Riposa: Atenas (RC) | Riposa: Atenas (RC) | Riposa: Atenas (RC) | Riposa: Sp. Peñarol (SJ) | Riposa: Sp. Peñarol (SJ) | Riposa: Sp. Peñarol (SJ) | Riposa: Sp. Peñarol (SJ) | Riposa: Ferro (GP) | Riposa: Ferro (GP) | Riposa: Ferro (GP) | Riposa: Ferro (GP) |

| Sp. Peñarol (SJ)        | 4 - 2                   | San Martín (M)          | 23.4.2023               | San Martín (M)           | 0 - 0                    | Juv. Unida (SL)          | 29.4.2023                | Juv. Unida (SL)        | 1 - 0                  | Huracán (LH)           | 6.5.2023               |
| Argentino (MM)          | 0 - 2                   | Atenas (RC)             | 23.4.2023               | Ferro (GP)               | 1 - 3                    | Argentino (MM)           | 30.4.2023                | Ciudad Bolívar         | 1 - 0                  | Ferro (GP)             | 6.5.2023               |
| Estudiantes (SL)        | 0 - 0                   | Ferro (GP)              | 23.4.2023               | Atenas (RC)              | 0 - 1                    | Ciudad Bolívar           | 30.4.2023                | Sp. Peñarol (SJ)       | 0 - 1                  | Atenas (RC)            | 6.5.2023               |
| Ciudad Bolívar          | 3 - 1                   | Huracán (LH)            | 26.4.2023               | Huracán (LH)             | 2 - 1                    | Sp. Peñarol (SJ)         | 30.4.2023                | Argentino (MM)         | 3 - 0                  | Estudiantes (SL)       | 7.5.2023               |
| Riposa: Juv. Unida (SL) | Riposa: Juv. Unida (SL) | Riposa: Juv. Unida (SL) | Riposa: Juv. Unida (SL) | Riposa: Estudiantes (SL) | Riposa: Estudiantes (SL) | Riposa: Estudiantes (SL) | Riposa: Estudiantes (SL) | Riposa: San Martín (M) | Riposa: San Martín (M) | Riposa: San Martín (M) | Riposa: San Martín (M) |

##### Primo girone di ritorno
| San Martín (M)         | 1 - 0                  | Huracán (LH)           | 12.5.2023              | Argentino (MM)       | 5 - 3                | Ciudad Bolívar       | 17.5.2023            | Juv. Unida (SL)        | 0 - 0                  | Estudiantes (SL)       | 21.5.2023              |
| Juv. Unida (SL)        | 3 - 1                  | Atenas (RC)            | 13.5.2023              | Ferro (GP)           | 0 - 2                | Juv. Unida (SL)      | 17.5.2023            | Sp. Peñarol (SJ)       | 1 - 3                  | Argentino (MM)         | 21.5.2023              |
| Ciudad Bolívar         | 2 - 1                  | Estudiantes (SL)       | 14.5.2023              | Estudiantes (SL)     | 3 - 0                | Sp. Peñarol (SJ)     | 17.5.2023            | Huracán (LH)           | 3 - 2                  | Atenas (RC)            | 21.5.2023              |
| Sp. Peñarol (SJ)       | 1 - 1                  | Ferro (GP)             | 20.7.2023              | Atenas (RC)          | 1 - 0                | San Martín (M)       | 17.5.2023            | San Martín (M)         | 0 - 0                  | Ferro (GP)             | 21.5.2023              |
| Riposa: Argentino (MM) | Riposa: Argentino (MM) | Riposa: Argentino (MM) | Riposa: Argentino (MM) | Riposa: Huracán (LH) | Riposa: Huracán (LH) | Riposa: Huracán (LH) | Riposa: Huracán (LH) | Riposa: Ciudad Bolívar | Riposa: Ciudad Bolívar | Riposa: Ciudad Bolívar | Riposa: Ciudad Bolívar |

| Ciudad Bolívar       | 1 - 0                | Sp. Peñarol (C)      | 28.5.2023            | Juv. Unida (SL)         | 0 - 0                   | Ciudad Bolívar          | 4.6.2023                | Argentino (MM)       | 4 - 0              | Huracán (LH)       | 10.6.2023          |
| Sp. Estudiantes (SL) | 1 - 1                | San Martín (M)       | 28.5.2023            | Huracán (LH)            | 2 - 1                   | Sp. Estudiantes (SL)    | 4.6.2023                | Ciudad Bolívar       | 3 - 0              | San Martín (M)     | 10.6.2023          |
| Argentino (MM)       | 2 - 2                | Juv. Unida (SL)      | 28.5.2023            | Atenas (RC)             | 3 - 1                   | Ferro (GP)              | 4.6.2023                | Sp. Peñarol (C)      | 2 - 0              | Juv. Unida (SL)    | 10.6.2023          |
| Ferro (GP)           | 2 - 3                | Huracán (LH)         | 28.5.2023            | San Martín (M)          | 0 - 0                   | Argentino (MM)          | 4.6.2023                | Sp. Estudiantes (SL) | 3 - 0              | Atenas (RC)        | 13.6.2023          |
| Riposa: Douglas Haig | Riposa: Douglas Haig | Riposa: Douglas Haig | Riposa: Douglas Haig | Riposa: Sp. Peñarol (C) | Riposa: Sp. Peñarol (C) | Riposa: Sp. Peñarol (C) | Riposa: Sp. Peñarol (C) | Riposa: Ferro (GP)   | Riposa: Ferro (GP) | Riposa: Ferro (GP) | Riposa: Ferro (GP) |

| Huracán (LH)            | 0 - 2                   | Ciudad Bolívar          | 17.6.2023               | Ciudad Bolívar           | 3 - 1                    | Atenas (RC)              | 24.6.2023                | Ferro (GP)             | 1 - 0                  | Ciudad Bolívar         | 28.6.2023              |
| San Martín (M)          | 1 - 0                   | Sp. Peñarol (SJ)        | 17.6.2023               | Juv. Unida (SL)          | 1 - 1                    | San Martín (M)           | 24.6.2023                | Atenas (RC)            | 1 - 2                  | Sp. Peñarol (SJ)       | 28.6.2023              |
| Ferro (GP)              | 1 - 0                   | Estudiantes (SL)        | 18.6.2023               | Sp. Peñarol (SJ)         | 2 - 0                    | Huracán (LH)             | 24.6.2023                | Huracán (LH)           | 0 - 0                  | Juv. Unida (SL)        | 28.6.2023              |
| Atenas (RC)             | 0 - 0                   | Argentino (MM)          | 18.6.2023               | Argentino (MM)           | 3 - 1                    | Ferro (GP)               | 24.6.2023                | Estudiantes (SL)       | 1 - 4                  | Argentino (MM)         | 28.6.2023              |
| Riposa: Juv. Unida (SL) | Riposa: Juv. Unida (SL) | Riposa: Juv. Unida (SL) | Riposa: Juv. Unida (SL) | Riposa: Estudiantes (SL) | Riposa: Estudiantes (SL) | Riposa: Estudiantes (SL) | Riposa: Estudiantes (SL) | Riposa: San Martín (M) | Riposa: San Martín (M) | Riposa: San Martín (M) | Riposa: San Martín (M) |

##### Secondo girone di andata
| Ferro (GP)             | 2 - 0                  | Sp. Peñarol (SJ)       | 2.7.2023               | Juv. Unida (SL)      | 2 - 1                | Ferro (GP)           | 8.7.2023             | Argentino (MM)         | 1 - 1                  | Sp. Peñarol (SJ)       | 15.7.2023              |
| Huracán (LH)           | 1 - 0                  | San Martín (M)         | 2.7.2023               | Sp. Peñarol (SJ)     | 1 - 1                | Estudiantes (SL)     | 8.7.2023             | Ferro (GP)             | 1 - 0                  | San Martín (M)         | 15.7.2023              |
| Estudiantes (SL)       | 1 - 0                  | Ciudad Bolívar         | 2.7.2023               | Ciudad Bolívar       | 0 - 0                | Argentino (MM)       | 8.7.2023             | Atenas (RC)            | 2 - 1                  | Huracán (LH)           | 15.7.2023              |
| Atenas (RC)            | 0 - 0                  | Juv. Unida (SL)        | 3.7.2023               | San Martín (M)       | 0 - 2                | Atenas (RC)          | 9.7.2023             | Estudiantes (SL)       | 0 - 0                  | Juv. Unida (SL)        | 16.7.2023              |
| RIposa: Argentino (MM) | RIposa: Argentino (MM) | RIposa: Argentino (MM) | RIposa: Argentino (MM) | Riposa: Huracán (LH) | Riposa: Huracán (LH) | Riposa: Huracán (LH) | Riposa: Huracán (LH) | Riposa: Ciudad Bolívar | Riposa: Ciudad Bolívar | Riposa: Ciudad Bolívar | Riposa: Ciudad Bolívar |

| Juv. Unida (SL)     | 1 - 1               | Argentino (MM)      | 23.7.2023           | Estudiantes (SL)         | 2 - 1                    | Huracán (LH)             | 28.7.2023                | Atenas (RC)        | 2 - 2              | Estudiantes (SL)   | 2.8.2023           |
| Huracán (LH)        | 2 - 1               | Ferro (GP)          | 23.7.2023           | Ciudad Bolívar           | 2 - 1                    | Juv. Unida (SL)          | 29.7.2023                | Juv. Unida (SL)    | 2 - 1              | Sp. Peñarol (SJ)   | 2.8.2023           |
| San Martín (M)      | 3 - 1               | Estudiantes (SL)    | 23.7.2023           | Ferro (GP)               | 2 - 1                    | Atenas (RC)              | 29.7.2023                | Huracán (LH)       | 1 - 1              | Argentino (MM)     | 2.8.2023           |
| Sp. Peñarol (SJ)    | 1 - 3               | Ciudad Bolívar      | 24.7.2023           | Argentino (MM)           | 1 - 3                    | San Martín (M)           | 29.7.2023                | San Martín (M)     | 1 - 1              | Ciudad Bolívar     | 2.8.2023           |
| Riposa: Atenas (RC) | Riposa: Atenas (RC) | Riposa: Atenas (RC) | Riposa: Atenas (RC) | Riposa: Sp. Peñarol (SJ) | Riposa: Sp. Peñarol (SJ) | Riposa: Sp. Peñarol (SJ) | Riposa: Sp. Peñarol (SJ) | Riposa: Ferro (GP) | Riposa: Ferro (GP) | Riposa: Ferro (GP) | Riposa: Ferro (GP) |

| Ciudad Bolívar          | 1 - 0                   | Huracán (LH)            | 6.8.2023                | Ferro (GP)               | 1 - 2                    | Argentino (MM)           | 20.8.2023                | Ciudad Bolívar         | 2 - 0                  | Ferro (GP)             | 26.8.2023              |
| Argentino (MM)          | 0 - 0                   | Atenas (RC)             | 6.8.2023                | Atenas (RC)              | 1 - 0                    | Ciudad Bolívar           | 20.8.2023                | Juv. Unida (SL)        | 1 - 0                  | Huracán (LH)           | 27.8.2023              |
| Sp. Peñarol (SJ)        | 3 - 1                   | San Martín (M)          | 6.8.2023                | Huracán (LH)             | 1 - 0                    | Sp. Peñarol (SJ)         | 20.8.2023                | Sp. Peñarol (SJ)       | 1 - 1                  | Atenas (RC)            | 27.8.2023              |
| Estudiantes (SL)        | 2 - 2                   | Ferro (GP)              | 6.8.2023                | San Martín (M)           | 2 - 1                    | Juv. Unida (SL)          | 20.8.2023                | Argentino (MM)         | 0 - 1                  | Estudiantes (SL)       | 27.8.2023              |
| Riposa: Juv. Unida (SL) | Riposa: Juv. Unida (SL) | Riposa: Juv. Unida (SL) | Riposa: Juv. Unida (SL) | Riposa: Estudiantes (SL) | Riposa: Estudiantes (SL) | Riposa: Estudiantes (SL) | Riposa: Estudiantes (SL) | Riposa: San Martín (M) | Riposa: San Martín (M) | Riposa: San Martín (M) | Riposa: San Martín (M) |

##### Secondo girone di ritorno
| Juv. Unida (SL)        | 4 - 0                  | Atenas (RC)            | 1.9.2023               | Estudiantes (SL)     | 4 - 1                | Sp. Peñarol (SJ)     | 8.9.2023             | Huracán (LH)           | 1 - 0                  | Atenas (RC)            | 13.9.2023              |
| San Martín (M)         | 2 - 2                  | Huracán (LH)           | 1.9.2023               | Atenas (RC)          | 1 - 0                | San Martín (M)       | 8.9.2023             | Sp. Peñarol (SJ)       | 0 - 0                  | Argentino (MM)         | 13.9.2023              |
| Ciudad Bolívar         | 2 - 0                  | Estudiantes (SL)       | 2.9.2023               | Ferro (GP)           | 1 - 2                | Juv. Unida (SL)      | 9.9.2023             | Juv. Unida (SL)        | 2 - 0                  | Estudiantes (SL)       | 13.9.2023              |
| Sp. Peñarol (SJ)       | 0 - 2                  | Ferro (GP)             | 3.9.2023               | Argentino (MM)       | 2 - 2                | Ciudad Bolívar       | 9.9.2023             | San Martín (M)         | 0 - 0                  | Ferro (GP)             | 13.9.2023              |
| Riposa: Argentino (MM) | Riposa: Argentino (MM) | Riposa: Argentino (MM) | Riposa: Argentino (MM) | Riposa: Huracán (LH) | Riposa: Huracán (LH) | Riposa: Huracán (LH) | Riposa: Huracán (LH) | Riposa: Ciudad Bolívar | Riposa: Ciudad Bolívar | Riposa: Ciudad Bolívar | Riposa: Ciudad Bolívar |

| Ferro (GP)           | 0 - 0                | Huracán (LH)         | 17.9.2023            | Huracán (LH)            | 1 - 0                   | Sp. Estudiantes (SL)    | 22.9.2023               | Sp. Peñarol (C)      | 2 - 1              | Juv. Unida (SL)    | 29.9.2023          |
| Ciudad Bolívar       | 3 - 0                | Sp. Peñarol (C)      | 17.9.2023            | Atenas (RC)             | 3 - 1                   | Ferro (GP)              | 22.9.2023               | Sp. Estudiantes (SL) | 2 - 1              | Atenas (RC)        | 29.9.2023          |
| Argentino (MM)       | 1 - 1                | Juv. Unida (SL)      | 17.9.2023            | San Martín (M)          | 1 - 0                   | Argentino (MM)          | 22.9.2023               | Ciudad Bolívar       | 0 - 3              | San Martín (M)     | 30.9.2023          |
| Sp. Estudiantes (SL) | 2 - 0                | San Martín (M)       | 17.9.2023            | Juv. Unida (SL)         | 1 - 0                   | Ciudad Bolívar          | 24.9.2023               | Argentino (MM)       | 2 - 0              | Huracán (LH)       | 30.9.2023          |
| Riposa: Douglas Haig | Riposa: Douglas Haig | Riposa: Douglas Haig | Riposa: Douglas Haig | Riposa: Sp. Peñarol (C) | Riposa: Sp. Peñarol (C) | Riposa: Sp. Peñarol (C) | Riposa: Sp. Peñarol (C) | Riposa: Ferro (GP)   | Riposa: Ferro (GP) | Riposa: Ferro (GP) | Riposa: Ferro (GP) |

| Ferro (GP)              | 2 - 0                   | Estudiantes (SL)        | 7.10.2023               | Ciudad Bolívar           | 0 - 2                    | Atenas (RC)              | 13.10.2023               | Huracán (LH)           | 1 - 1                  | Juv. Unida (SL)        | 29.10.2023             |
| Huracán (LH)            | 0 - 3                   | Ciudad Bolívar          | 8.10.2023               | Argentino (MM)           | 3 - 0                    | Ferro (GP)               | 14.10.2023               | Atenas (RC)            | 8 - 2                  | Sp. Peñarol (SJ)       | 29.10.2023             |
| San Martín (M)          | 4 - 1                   | Sp. Peñarol (SJ)        | 8.10.2023               | Sp. Peñarol (SJ)         | 1 - 2                    | Huracán (LH)             | 14.10.2023               | Ferro (GP)             | 0 - 0                  | Ciudad Bolívar         | 29.10.2023             |
| Atenas (RC)             | 2 - 2                   | Argentino (MM)          | 8.10.2023               | Juv. Unida (SL)          | 2 - 0                    | San Martín (M)           | 14.10.2023               | Estudiantes (SL)       | 0 - 2                  | Argentino (MM)         | 29.10.2023             |
| Riposa: Juv. Unida (SL) | Riposa: Juv. Unida (SL) | Riposa: Juv. Unida (SL) | Riposa: Juv. Unida (SL) | Riposa: Estudiantes (SL) | Riposa: Estudiantes (SL) | Riposa: Estudiantes (SL) | Riposa: Estudiantes (SL) | Riposa: San Martín (M) | Riposa: San Martín (M) | Riposa: San Martín (M) | Riposa: San Martín (M) |

### Zona C

#### Classifica
| Pos. | Squadra           | Pt | G  | V  | N | P  | GF | GS | DR  |
| ---- | ----------------- | -- | -- | -- | - | -- | -- | -- | --- |
| 1.   | Douglas Haig      | 67 | 32 | 20 | 7 | 5  | 43 | 22 | +21 |
| 2.   | Independiente (C) | 49 | 32 | 14 | 7 | 11 | 31 | 25 | +6  |
| 3.   | Sp. Las Parejas   | 47 | 32 | 14 | 5 | 13 | 37 | 33 | +4  |
| 4.   | Sp. Belgrano (SF) | 47 | 32 | 14 | 5 | 13 | 42 | 34 | +8  |
| 5.   | El Linqueño       | 44 | 32 | 12 | 8 | 12 | 41 | 37 | +4  |
| 6.   | Defensores (P)    | 40 | 32 | 11 | 7 | 14 | 32 | 39 | -7  |
| 7.   | Defensores (VR)   | 38 | 32 | 10 | 8 | 14 | 29 | 39 | -10 |
| 8.   | Unión (S)         | 37 | 32 | 11 | 4 | 17 | 25 | 38 | -13 |
| 9.   | Gimnasia (CdU)    | 33 | 32 | 8  | 9 | 15 | 24 | 37 | -13 |

Legenda
      Squadre qualificate alla fase finale.
      Squadra qualificata agli spareggi retrocessione.
Note
Fonte: AFA
3 punti per la vittoria, 1 punto per il pareggio.
A parità di punti, valgono i seguenti criteri: 1) Spareggio (solo per determinare la vincente del campionato; 2) differenza reti; 3) gol fatti; 4) punti negli scontri diretti; 5) differenza reti negli scontri diretti; 6) gol fatti negli scontri diretti.

#### Risultati

##### Primo girone di andata
| Sp. Belgrano (SF)       | 3 - 0                   | Defensores (P)          | 12.3.2023               | Defensores (P)         | 3 - 3                  | Defensores (VR)        | 19.3.2023              | Sp. Belgrano (SF)      | 1 - 2                  | Sp. Las Parejas        | 26.3.2023              |
| Unión (S)               | 1 - 1                   | El Linqueño             | 12.3.2023               | Sp. Las Parejas        | 1 - 0                  | Unión (S)              | 19.3.2023              | Defensores (VR)        | 0 - 0                  | El Linqueño            | 26.3.2023              |
| Douglas Haig            | 1 - 0                   | Sp. Las Parejas         | 12.3.2023               | Independiente (CH)     | 0 - 0                  | Douglas Haig           | 19.3.2023              | Unión (S)              | 1 - 0                  | Independiente (CH)     | 26.3.2023              |
| Gimnasia (CdU)          | 0 - 0                   | Independiente (CH)      | 12.3.2023               | El Linqueño            | 2 - 2                  | Sp. Belgrano (SF)      | 19.3.2023              | Douglas Haig           | 1 - 0                  | Gimnasia (CdU)         | 26.3.2023              |
| Riposa: Defensores (VR) | Riposa: Defensores (VR) | Riposa: Defensores (VR) | Riposa: Defensores (VR) | Riposa: Gimnasia (CdU) | Riposa: Gimnasia (CdU) | Riposa: Gimnasia (CdU) | Riposa: Gimnasia (CdU) | Riposa: Defensores (P) | Riposa: Defensores (P) | Riposa: Defensores (P) | Riposa: Defensores (P) |

| Independiente (CH)   | 4 - 1                | Sp. Belgrano (SF)    | 1.4.2023             | Defensores (VR)     | 0 - 1               | Independiente (CH)  | 8.4.2023            | Sp. Las Parejas    | 0 - 1             | El Linqueño       | 15.4.2023         |
| Gimnasia (CdU)       | 2 - 0                | Unión (S)            | 1.4.2023             | Defensores (P)      | 0 - 3               | Sp. Las Parejas     | 9.4.2023            | Gimnasia (CdU)     | 3 - 1             | Defensores (VR)   | 16.4.2023         |
| Sp. Las Parejas      | 2 - 0                | Defensores (VR)      | 1.4.2023             | Sp. Belgrano (SF)   | 2 - 0               | Gimnasia (CdU)      | 9.4.2023            | Independiente (CH) | 4 - 0             | Defensores (P)    | 16.4.2023         |
| El Linqueño          | 2 - 1                | Defensores (P)       | 1.4.2023             | Unión (S)           | 2 - 1               | Douglas Haig        | 9.4.2023            | Douglas Haig       | 2 - 1             | Sp. Belgrano (SF) | 16.4.2023         |
| Riposa: Douglas Haig | Riposa: Douglas Haig | Riposa: Douglas Haig | Riposa: Douglas Haig | Riposa: El Linqueño | Riposa: El Linqueño | Riposa: El Linqueño | Riposa: El Linqueño | RIposa: Unión (S)  | RIposa: Unión (S) | RIposa: Unión (S) | RIposa: Unión (S) |

| Sp. Belgrano (SF)       | 2 - 0                   | Unión (S)               | 23.4.2023               | Unión (S)                 | 1 - 1                     | Defensores (VR)           | 29.4.2023                 | Defensores (VR)            | 0 - 2                      | Sp. Belgrano (SF)          | 6.5.2023                   |
| El Linqueño             | 3 - 0                   | Independiente (CH)      | 23.4.2023               | Independiente (CH)        | 0 - 1                     | Sp. Las Parejas           | 30.4.2023                 | Sp. Las Parejas            | 3 - 0                      | Gimnasia (CdU)             | 7.5.2023                   |
| Defensores (P)          | 2 - 2                   | Gimnasia (CdU)          | 23.4.2023               | Gimnasia (CdU)            | 2 - 5                     | El Linqueño               | 30.4.2023                 | El Linqueño                | 0 - 2                      | Douglas Haig               | 7.5.2023                   |
| Defensores (VR)         | 1 - 2                   | Douglas Haig            | 23.4.2023               | Douglas Haig              | 3 - 0                     | Defensores (P)            | 30.4.2023                 | Defensores (P)             | 1 - 0                      | Unión (S)                  | 7.5.2023                   |
| Riposa: Sp. Las Parejas | Riposa: Sp. Las Parejas | Riposa: Sp. Las Parejas | Riposa: Sp. Las Parejas | Riposa: Sp. Belgrano (SF) | Riposa: Sp. Belgrano (SF) | Riposa: Sp. Belgrano (SF) | Riposa: Sp. Belgrano (SF) | RIposa: Independiente (CH) | RIposa: Independiente (CH) | RIposa: Independiente (CH) | RIposa: Independiente (CH) |

##### Primo girone di ritorno
| El Linqueño             | 0 - 1                   | Unión (S)               | 13.5.2023               | Sp. Belgrano (SF)      | 1 - 0                  | El Linqueño            | 17.5.2023              | Gimnasia (CdU)         | 0 - 0                  | Douglas Haig           | 21.5.2023              |
| Defensores (P)          | 1 - 0                   | Sp. Belgrano (SF)       | 13.5.2023               | Defensores (VR)        | 1 - 0                  | Defensores (P)         | 17.5.2023              | Independiente (CH)     | 2 - 0                  | Unión (S)              | 21.5.2023              |
| Independiente (CH)      | 3 - 1                   | Gimnasia (CdU)          | 13.5.2023               | Unión (S)              | 1 - 0                  | Sp. Las Parejas        | 17.5.2023              | El Linqueño            | 0 - 1                  | Defensores (VR)        | 21.5.2023              |
| Sp. Las Parejas         | 0 - 0                   | Douglas Haig            | 13.5.2023               | Douglas Haig           | 0 - 1                  | Independiente (CH)     | 17.5.2023              | Sp. Las Parejas        | 0 - 2                  | Sp. Belgrano (SF)      | 21.5.2023              |
| Riposa: Defensores (VR) | Riposa: Defensores (VR) | Riposa: Defensores (VR) | Riposa: Defensores (VR) | Riposa: Gimnasia (CdU) | Riposa: Gimnasia (CdU) | Riposa: Gimnasia (CdU) | Riposa: Gimnasia (CdU) | Riposa: Defensores (P) | Riposa: Defensores (P) | Riposa: Defensores (P) | Riposa: Defensores (P) |

| Sp. Belgrano (SF)    | 2 - 0                | Independiente (CH)   | 28.5.2023            | Sp. Las Parejas     | 0 - 1               | Defensores (P)      | 4.6.2023            | Sp. Belgrano (SF) | 0 - 2             | Douglas Haig       | 11.6.2023         |
| Defensores (P)       | 1 - 1                | El Linqueño          | 28.5.2023            | Independiente (CH)  | 0 - 0               | Defensores (VR)     | 4.6.2023            | Defensores (P)    | 2 - 1             | Independiente (CH) | 11.6.2023         |
| Unión (S)            | 1 - 0                | Gimnasia (CdU)       | 28.5.2023            | Gimnasia (CdU)      | 1 - 2               | Sp. Belgrano (SF)   | 4.6.2023            | Defensores (VR)   | 1 - 0             | Gimnasia (CdU)     | 11.6.2023         |
| Defensores (VR)      | 0 - 0                | Sp. Las Parejas      | 28.5.2023            | Douglas Haig        | 2 - 1               | Unión (S)           | 4.6.2023            | El Linqueño       | 1 - 2             | Sp. Las Parejas    | 11.6.2023         |
| Riposa: Douglas Haig | Riposa: Douglas Haig | Riposa: Douglas Haig | Riposa: Douglas Haig | Riposa: El Linqueño | Riposa: El Linqueño | Riposa: El Linqueño | Riposa: El Linqueño | Riposa: Unión (S) | Riposa: Unión (S) | Riposa: Unión (S)  | Riposa: Unión (S) |

| Douglas Haig            | 2 - 1                   | Defensores (VR)         | 17.6.2023               | Defensores (P)            | 0 - 1                     | Douglas Haig              | 24.6.2023                 | Sp. Belgrano (SF)          | 1 - 1                      | Defensores (VR)            | 28.6.2023                  |
| Independiente (CH)      | 2 - 0                   | El Linqueño             | 18.6.2023               | El Linqueño               | 3 - 1                     | Gimnasia (CdU)            | 24.6.2023                 | Douglas Haig               | 3 - 1                      | El Linqueño                | 28.6.2023                  |
| Unión (S)               | 1 - 1                   | Sp. Belgrano (SF)       | 18.6.2023               | Defensores (VR)           | 0 - 2                     | Unión (S)                 | 24.6.2023                 | Unión (S)                  | 1 - 0                      | Defensores (P)             | 28.6.2023                  |
| Gimnasia (CdU)          | 0 - 0                   | Defensores (P)          | 18.6.2023               | Sp. Las Parejas           | 0 - 1                     | Independiente (CH)        | 24.6.2023                 | Gimnasia (CdU)             | 0 - 2                      | Sp. Las Parejas            | 28.6.2023                  |
| Riposa: Sp. Las Parejas | Riposa: Sp. Las Parejas | Riposa: Sp. Las Parejas | Riposa: Sp. Las Parejas | Riposa: Sp. Belgrano (SF) | Riposa: Sp. Belgrano (SF) | Riposa: Sp. Belgrano (SF) | Riposa: Sp. Belgrano (SF) | RIposa: Independiente (CH) | RIposa: Independiente (CH) | RIposa: Independiente (CH) | RIposa: Independiente (CH) |

##### Secondo girone di andata
| Sp. Belgrano (SF)       | 0 - 1                   | Defensores (P)          | 2.7.2023                | Independiente (CH)     | 1 - 0                  | Douglas Haig           | 8.7.2023               | Unión (S)              | 0 - 2                  | Independiente (CH)     | 14.7.2023              |
| Unión (S)               | 0 - 1                   | El Linqueño             | 2.7.2023                | Sp. Las Parejas        | 3 - 0                  | Unión (S)              | 8.7.2023               | Douglas Haig           | 1 - 0                  | Gimnasia (CdU)         | 16.7.2023              |
| Douglas Haig            | 3 - 0                   | Sp. Las Parejas         | 2.7.2023                | El Linqueño            | 1 - 1                  | Sp. Belgrano (SF)      | 8.7.2023               | Defensores (VR)        | 3 - 1                  | El Linqueño            | 16.7.2023              |
| Gimnasia (CdU)          | 1 - 0                   | Independiente (CH)      | 2.7.2023                | Defensores (P)         | 2 - 1                  | Defensores (VR)        | 8.7.2023               | Sp. Belgrano (SF)      | 1 - 2                  | Sp. Las Parejas        | 16.7.2023              |
| Riposa: Defensores (VR) | Riposa: Defensores (VR) | Riposa: Defensores (VR) | Riposa: Defensores (VR) | Riposa: Gimnasia (CdU) | Riposa: Gimnasia (CdU) | Riposa: Gimnasia (CdU) | Riposa: Gimnasia (CdU) | Riposa: Defensores (P) | Riposa: Defensores (P) | Riposa: Defensores (P) | Riposa: Defensores (P) |

| El Linqueño          | 2 - 0                | Defensores (P)       | 22.7.2023            | Sp. Belgrano (SF)   | 2 - 0               | Gimnasia (CdU)      | 28.7.2023           | Independiente (CH) | 1 - 0             | Defensores (P)    | 2.8.2023          |
| Sp. Las Parejas      | 1 - 1                | Defensores (VR)      | 22.7.2023            | Defensores (P)      | 3 - 1               | Sp. Las Parejas     | 29.7.2023           | Sp. Las Parejas    | 3 - 1             | El Linqueño       | 2.8.2023          |
| Gimnasia (CdU)       | 0 - 1                | Unión (S)            | 22.7.2023            | Defensores (VR)     | 2 - 0               | Independiente (CH)  | 29.7.2023           | Douglas Haig       | 1 - 0             | Sp. Belgrano (SF) | 2.8.2023          |
| Independiente (CH)   | 1 - 0                | Sp. Belgrano (SF)    | 23.7.2023            | Unión (S)           | 0 - 1               | Douglas Haig        | 29.7.2023           | Gimnasia (CdU)     | 2 - 0             | Defensores (VR)   | 2.8.2023          |
| Riposa: Douglas Haig | Riposa: Douglas Haig | Riposa: Douglas Haig | Riposa: Douglas Haig | Riposa: El Linqueño | Riposa: El Linqueño | Riposa: El Linqueño | Riposa: El Linqueño | RIposa: Unión (S)  | RIposa: Unión (S) | RIposa: Unión (S) | RIposa: Unión (S) |

| El Linqueño             | 2 - 0                   | Independiente (CH)      | 6.8.2023                | Unión (S)                 | 2 - 0                     | Defensores (VR)           | 19.8.2023                 | El Linqueño                | 0 - 1                      | Douglas Haig               | 26.8.2023                  |
| Defensores (P)          | 1 - 2                   | Gimnasia (CdU)          | 6.8.2023                | Gimnasia (CdU)            | 0 - 0                     | El Linqueño               | 20.8.2023                 | Sp. Las Parejas            | 0 - 1                      | Gimnasia (CdU)             | 26.8.2023                  |
| Defensores (VR)         | 1 - 3                   | Douglas Haig            | 6.8.2023                | Independiente (CH)        | 0 - 0                     | Sp. Las Parejas           | 20.8.2023                 | Defensores (P)             | 3 - 0                      | Unión (S)                  | 27.8.2023                  |
| Sp. Belgrano (SF)       | 1 - 0                   | Unión (S)               | 6.8.2023                | Douglas Haig              | 0 - 0                     | Defensores (P)            | 20.8.2023                 | Defensores (VR)            | 3 - 2                      | Sp. Belgrano (SF)          | 27.8.2023                  |
| Riposa: Sp. Las Parejas | Riposa: Sp. Las Parejas | Riposa: Sp. Las Parejas | Riposa: Sp. Las Parejas | Riposa: Sp. Belgrano (SF) | Riposa: Sp. Belgrano (SF) | Riposa: Sp. Belgrano (SF) | Riposa: Sp. Belgrano (SF) | RIposa: Independiente (CH) | RIposa: Independiente (CH) | RIposa: Independiente (CH) | RIposa: Independiente (CH) |

##### Secondo girone di ritorno
| Independiente (CH)      | 0 - 0                   | Gimnasia (CdU)          | 2.9.2023                | Unión (S)              | 5 - 1                  | Sp. Las Parejas        | 8.9.2023               | Independiente (CH)     | 2 - 0                  | Unión (S)              | 13.9.2023              |
| Sp. Las Parejas         | 1 - 2                   | Douglas Haig            | 2.9.2023                | Sp. Belgrano (SF)      | 4 - 0                  | El Linqueño            | 8.9.2023               | Sp. Las Parejas        | 1 - 1                  | Sp. Belgrano (SF)      | 13.9.2023              |
| El Linqueño             | 2 - 0                   | Unión (S)               | 3.9.2023                | Defensores (VR)        | 1 - 0                  | Defensores (P)         | 9.9.2023               | El Linqueño            | 3 - 0                  | Defensores (VR)        | 13.9.2023              |
| Defensores (P)          | 2 - 0                   | Sp. Belgrano (SF)       | 3.9.2023                | Defensores (VR)        | 1 - 1                  | Independiente (CH)     | 9.9.2023               | Gimnasia (CdU)         | 1 - 1                  | Defensores (VR)        | 13.9.2023              |
| Riposa: Defensores (VR) | Riposa: Defensores (VR) | Riposa: Defensores (VR) | Riposa: Defensores (VR) | Riposa: Gimnasia (CdU) | Riposa: Gimnasia (CdU) | Riposa: Gimnasia (CdU) | Riposa: Gimnasia (CdU) | Riposa: Defensores (P) | Riposa: Defensores (P) | Riposa: Defensores (P) | Riposa: Defensores (P) |

| Defensores (VR)      | 1 - 0                | Sp. Las Parejas      | 17.9.2023            | Sp. Las Parejas     | 2 - 0               | Defensores (P)      | 24.9.2023           | El Linqueño       | 3 - 0             | Sp. Las Parejas    | 30.9.2023         |
| Defensores (P)       | 2 - 2                | El Linqueño          | 17.9.2023            | Gimnasia (CdU)      | 2 - 1               | Sp. Belgrano (SF)   | 24.9.2023           | Defensores (VR)   | 0 - 1             | Gimnasia (CdU)     | 1.10.2023         |
| Unión (S)            | 0 - 0                | Gimnasia (CdU)       | 17.9.2023            | Douglas Haig        | 4 - 2               | Unión (S)           | 24.9.2023           | Defensores (P)    | 1 - 0             | Independiente (CH) | 1.10.2023         |
| Sp. Belgrano (SF)    | 1 - 0                | Independiente (CH)   | 18.9.2023            | Independiente (CH)  | 0 - 0               | Defensores (VR)     | 25.9.2023           | Sp. Belgrano (SF) | 3 - 0             | Douglas Haig       | 2.10.2023         |
| Riposa: Douglas Haig | Riposa: Douglas Haig | Riposa: Douglas Haig | Riposa: Douglas Haig | Riposa: El Linqueño | Riposa: El Linqueño | Riposa: El Linqueño | Riposa: El Linqueño | Riposa: Unión (S) | Riposa: Unión (S) | Riposa: Unión (S)  | Riposa: Unión (S) |

| Gimnasia (CdU)          | 1 - 1                   | Defensores (P)          | 8.10.2023               | El Linqueño               | 1 - 0                     | Gimnasia (CdU)            | 15.10.2023                | Gimnasia (CdU)             | 1 - 2                      | Sp. Las Parejas            | 29.10.2023                 |
| Douglas Haig            | 3 - 0                   | Defensores (VR)         | 8.10.2023               | Defensores (VR)           | 2 - 0                     | Unión (S)                 | 15.10.2023                | Douglas Haig               | 0 - 0                      | El Linqueño                | 29.10.2023                 |
| Unión (S)               | 1 - 2                   | Sp. Belgrano (SF)       | 8.10.2023               | Defensores (P)            | 4 - 0                     | Douglas Haig              | 15.10.2023                | Unión (S)                  | 1 - 0                      | Defensores (P)             | 29.10.2023                 |
| Independiente (CH)      | 3 - 2                   | El Linqueño             | 8.10.2023               | Sp. Las Parejas           | 4 - 1                     | Independiente (CH)        | 15.10.2023                | Sp. Belgrano (SF)          | 0 - 3                      | Defensores (VR)            | 29.10.2023                 |
| Riposa: Sp. Las Parejas | Riposa: Sp. Las Parejas | Riposa: Sp. Las Parejas | Riposa: Sp. Las Parejas | Riposa: Sp. Belgrano (SF) | Riposa: Sp. Belgrano (SF) | Riposa: Sp. Belgrano (SF) | Riposa: Sp. Belgrano (SF) | RIposa: Independiente (CH) | RIposa: Independiente (CH) | RIposa: Independiente (CH) | RIposa: Independiente (CH) |

### Zona D

#### Classifica
| Pos. | Squadra            | Pt | G  | V  | N  | P  | GF | GS | DR  |
| ---- | ------------------ | -- | -- | -- | -- | -- | -- | -- | --- |
| 1.   | Gimnasia (S)       | 59 | 32 | 16 | 11 | 5  | 32 | 17 | +15 |
| 2.   | Central Norte (S)  | 49 | 32 | 13 | 10 | 9  | 38 | 30 | +8  |
| 3.   | Boca Unidos        | 46 | 32 | 12 | 10 | 10 | 31 | 36 | -5  |
| 4.   | Sol de América (F) | 45 | 32 | 12 | 9  | 11 | 33 | 29 | +4  |
| 5.   | San Martín (F)     | 43 | 32 | 13 | 4  | 15 | 31 | 26 | +5  |
| 6.   | 9 de Julio (R)     | 41 | 32 | 11 | 8  | 13 | 34 | 34 | 0   |
| 7.   | Sarmiento (R)      | 39 | 32 | 10 | 9  | 13 | 27 | 31 | -4  |
| 8.   | Crucero (M)        | 36 | 32 | 8  | 12 | 12 | 28 | 35 | -7  |
| 9.   | Juv. Antoniana     | 32 | 32 | 7  | 11 | 14 | 20 | 36 | -16 |

Legenda
      Squadre qualificate alla fase finale.
      Squadra qualificata agli spareggi retrocessione.
Note
Fonte: AFA
3 punti per la vittoria, 1 punto per il pareggio.
A parità di punti, valgono i seguenti criteri: 1) Spareggio (solo per determinare la vincente del campionato; 2) differenza reti; 3) gol fatti; 4) punti negli scontri diretti; 5) differenza reti negli scontri diretti; 6) gol fatti negli scontri diretti.

#### Risultati

##### Primo girone di andata
| Boca Unidos            | 0 - 2                  | Sarmiento (R)          | 10.3.2023              | Central Norte (S)   | 2 - 0               | 9 de Julio (R)      | 17.3.2023           | 9 de Julio (R)            | 0 - 1                     | Sarmiento (R)             | 25.3.2023                 |
| Crucero (M)            | 0 - 0                  | Gimnasia (S)           | 11.3.2023              | Gimnasia (S)        | 1 - 0               | Juv. Antoniana      | 19.3.2023           | Boca Unidos               | 2 - 1                     | Gimnasia (S)              | 26.3.2023                 |
| Sol de América (F)     | 1 - 0                  | Central Norte (S)      | 12.3.2023              | San Martín (F)      | 0 - 0               | Boca Unidos         | 19.3.2023           | Sol de América (F)        | 2 - 0                     | San Martín (F)            | 26.3.2023                 |
| Juv. Antoniana         | 1 - 0                  | San Martín (F)         | 12.3.2023              | Sarmiento (R)       | 1 - 0               | Sol de América (F)  | 19.3.2023           | Juv. Antoniana            | 1 - 1                     | Crucero (M)               | 26.3.2023                 |
| Riposa: 9 de Julio (R) | Riposa: 9 de Julio (R) | Riposa: 9 de Julio (R) | Riposa: 9 de Julio (R) | Riposa: Crucero (M) | Riposa: Crucero (M) | Riposa: Crucero (M) | Riposa: Crucero (M) | Riposa: Central Norte (S) | Riposa: Central Norte (S) | Riposa: Central Norte (S) | Riposa: Central Norte (S) |

| Crucero (M)            | 1 - 1                  | Boca Unidos            | 1.4.2023               | Boca Unidos           | 2 - 0                 | Juv. Antoniana        | 9.4.2023              | Crucero (M)         | 2 - 1               | 9 de Julio (R)      | 16.4.2023           |
| Gimnasia (S)           | 2 - 1                  | Sol de América (F)     | 1.4.2023               | Central Norte (S)     | 2 - 0                 | San Martín (F)        | 9.4.2023              | Gimnasia (S)        | 1 - 1               | Central Norte (S)   | 16.4.2023           |
| San Martín (F)         | 2 - 0                  | 9 de Julio (R)         | 1.4.2023               | Sol de América (F)    | 2 - 0                 | Crucero (M)           | 9.4.2023              | San Martín (F)      | 1 - 0               | Sarmiento (R)       | 16.4.2023           |
| Sarmiento (R)          | 1 - 0                  | Central Norte (S)      | 1.4.2023               | 9 de Julio (R)        | 2 - 1                 | Gimnasia (S)          | 9.4.2023              | Juv. Antoniana      | 0 - 0               | Sol de América (F)  | 16.4.2023           |
| Riposa: Juv. Antoniana | Riposa: Juv. Antoniana | Riposa: Juv. Antoniana | Riposa: Juv. Antoniana | Riposa: Sarmiento (R) | Riposa: Sarmiento (R) | Riposa: Sarmiento (R) | Riposa: Sarmiento (R) | Riposa: Boca Unidos | Riposa: Boca Unidos | Riposa: Boca Unidos | Riposa: Boca Unidos |

| Sarmiento (R)          | 0 - 1                  | Gimnasia (S)           | 22.4.2023              | Gimnasia (S)               | 2 - 1                      | San Martín (F)             | 30.4.2023                  | Sarmiento (R)        | 0 - 1                | Juv. Antoniana       | 6.5.2023             |
| Central Norte (S)      | 0 - 1                  | Crucero (M)            | 23.4.2023              | Boca Unidos                | 2 - 0                      | 9 de Julio (R)             | 30.4.2023                  | San Martín (F)       | 2 - 0                | Crucero (M)          | 7.5.2023             |
| Sol de América (F)     | 6 - 1                  | Boca Unidos            | 23.4.2023              | Crucero (M)                | 1 - 2                      | Sarmiento (R)              | 30.4.2023                  | Central Norte (S)    | 3 - 0                | Boca Unidos          | 7.5.2023             |
| 9 de Julio (R)         | 0 - 1                  | Juv. Antoniana         | 23.4.2023              | Juv. Antoniana             | 2 - 1                      | Central Norte (S)          | 30.4.2023                  | 9 de Julio (R)       | 1 - 1                | Sol de América (F)   | 7.5.2023             |
| Riposa: San Martín (F) | Riposa: San Martín (F) | Riposa: San Martín (F) | Riposa: San Martín (F) | Riposa: Sol de America (F) | Riposa: Sol de America (F) | Riposa: Sol de America (F) | Riposa: Sol de America (F) | Riposa: Gimnasia (S) | Riposa: Gimnasia (S) | Riposa: Gimnasia (S) | Riposa: Gimnasia (S) |

##### Primo girone di ritorno
| San Martín (F)         | 1 - 0                  | Juv. Antoniana         | 13.5.2023              | Boca Unidos         | 1 - 0               | San Martín (F)      | 17.5.2023           | Gimnasia (S)              | 1 - 0                     | Boca Unidos               | 21.5.2023                 |
| Gimnasia (S)           | 3 - 1                  | Crucero (M)            | 13.5.2023              | Sol de América (F)  | 1 - 0               | Sarmiento (R)       | 17.5.2023           | Crucero (M)               | 2 - 0                     | Juv. Antoniana            | 21.5.2023                 |
| Sarmiento (R)          | 0 - 0                  | Boca Unidos            | 13.5.2023              | 9 de Julio (R)      | 3 - 1               | Central Norte (S)   | 17.5.2023           | San Martín (F)            | 2 - 0                     | Sol de América (F)        | 21.5.2023                 |
| Central Norte (S)      | 0 - 0                  | Sol de América (F)     | 13.5.2023              | Juv. Antoniana      | 0 - 0               | Gimnasia (S)        | 17.5.2023           | Sarmiento (R)             | 1 - 1                     | 9 de Julio (R)            | 21.5.2023                 |
| Riposa: 9 de Julio (R) | Riposa: 9 de Julio (R) | Riposa: 9 de Julio (R) | Riposa: 9 de Julio (R) | Riposa: Crucero (M) | Riposa: Crucero (M) | Riposa: Crucero (M) | Riposa: Crucero (M) | Riposa: Central Norte (S) | Riposa: Central Norte (S) | Riposa: Central Norte (S) | Riposa: Central Norte (S) |

| Boca Unidos            | 1 - 0                  | Crucero (M)            | 28.5.2023              | Juv. Antoniana        | 2 - 1                 | Boca Unidos           | 2.6.2023              | Sol de América (F)  | 1 - 0               | Juv. Antoniana      | 11.6.2023           |
| 9 de Julio (R)         | 1 - 0                  | San Martín (F)         | 28.5.2023              | San Martín (F)        | 2 - 0                 | Central Norte (S)     | 4.6.2023              | Central Norte (S)   | 0 - 0               | Gimnasia (S)        | 11.6.2023           |
| Sol de América (F)     | 0 - 0                  | Gimnasia (S)           | 28.5.2023              | Gimnasia (S)          | 2 - 0                 | 9 de Julio (R)        | 4.6.2023              | 9 de Julio (R)      | 2 - 1               | Crucero (M)         | 11.6.2023           |
| Central Norte (S)      | 2 - 3                  | Sarmiento (R)          | 29.5.2023              | Crucero (M)           | 2 - 1                 | Sol de América (F)    | 4.6.2023              | Sarmiento (R)       | 1 - 0               | San Martín (F)      | 11.6.2023           |
| Riposa: Juv. Antoniana | Riposa: Juv. Antoniana | Riposa: Juv. Antoniana | Riposa: Juv. Antoniana | Riposa: Sarmiento (R) | Riposa: Sarmiento (R) | Riposa: Sarmiento (R) | Riposa: Sarmiento (R) | Riposa: Boca Unidos | Riposa: Boca Unidos | Riposa: Boca Unidos | Riposa: Boca Unidos |

| Crucero (M)            | 1 - 2                  | Central Norte (S)      | 17.6.2023              | San Martín (F)             | 0 - 1                      | Gimnasia (S)               | 23.6.2023                  | Crucero (M)          | 1 - 0                | San Martín (F)       | 28.6.2023            |
| Boca Unidos            | 2 - 2                  | Sol de América (F)     | 17.6.2023              | Central Norte (S)          | 2 - 1                      | Juv. Antoniana             | 23.6.2023                  | Boca Unidos          | 0 - 0                | Central Norte (S)    | 28.6.2023            |
| Gimnasia (S)           | 0 - 0                  | Sarmiento (R)          | 18.6.2023              | 9 de Julio (R)             | 2 - 0                      | Boca Unidos                | 24.6.2023                  | Sol de América (F)   | 1 - 0                | 9 de Julio (R)       | 28.6.2023            |
| Juv. Antoniana         | 1 - 1                  | 9 de Julio (R)         | 18.6.2023              | Sarmiento (R)              | 3 - 1                      | Crucero (M)                | 24.6.2023                  | Juv. Antoniana       | 0 - 0                | Sarmiento (R)        | 28.6.2023            |
| Riposa: San Martín (F) | Riposa: San Martín (F) | Riposa: San Martín (F) | Riposa: San Martín (F) | Riposa: Sol de America (F) | Riposa: Sol de America (F) | Riposa: Sol de America (F) | Riposa: Sol de America (F) | Riposa: Gimnasia (S) | Riposa: Gimnasia (S) | Riposa: Gimnasia (S) | Riposa: Gimnasia (S) |

##### Secondo girone di andata
| Crucero (M)            | 0 - 0                  | Gimnasia (S)           | 2.7.2023               | San Martín (F)      | 1 - 1               | Boca Unidos         | 8.7.2023            | 9 de Julio (R)            | 2 - 1                     | Sarmiento (R)             | 14.7.2023                 |
| Boca Unidos            | 1 - 0                  | Sarmiento (R)          | 2.7.2023               | Gimnasia (S)        | 4 - 1               | Juv. Antoniana      | 9.7.2023            | Boca Unidos               | 0 - 0                     | Gimnasia (S)              | 15.7.2023                 |
| Sol de América (F)     | 1 - 2                  | Central Norte (S)      | 2.7.2023               | Sarmiento (R)       | 3 - 0               | Sol de América (F)  | 9.7.2023            | Sol de América (F)        | 1 - 0                     | San Martín (F)            | 16.7.2023                 |
| Juv. Antoniana         | 1 - 0                  | San Martín (F)         | 2.7.2023               | Central Norte (S)   | 3 - 2               | 9 de Julio (R)      | 9.7.2023            | Juv. Antoniana            | 0 - 0                     | Crucero (M)               | 16.7.2023                 |
| Riposa: 9 de Julio (R) | Riposa: 9 de Julio (R) | Riposa: 9 de Julio (R) | Riposa: 9 de Julio (R) | Riposa: Crucero (M) | Riposa: Crucero (M) | Riposa: Crucero (M) | Riposa: Crucero (M) | Riposa: Central Norte (S) | Riposa: Central Norte (S) | Riposa: Central Norte (S) | Riposa: Central Norte (S) |

| Crucero (M)            | 1 - 3                  | Boca Unidos            | 22.7.2023              | 9 de Julio (R)        | 0 - 0                 | Gimnasia (S)          | 29.7.2023             | Crucero (M)         | 2 - 2               | 9 de Julio (R)      | 2.8.2023            |
| Sarmiento (R)          | 1 - 2                  | Central Norte (S)      | 22.7.2023              | Boca Unidos           | 1 - 0                 | Juv. Antoniana        | 29.7.2023             | Gimnasia (S)        | 1 - 1               | Central Norte (S)   | 2.8.2023            |
| Gimnasia (S)           | 1 - 0                  | Sol de América (F)     | 23.7.2023              | Sol de América (F)    | 1 - 1                 | Crucero (M)           | 29.7.2023             | San Martín (F)      | 5 - 0               | Sarmiento (R)       | 2.8.2023            |
| San Martín (F)         | 2 - 1                  | 9 de Julio (R)         | 23.7.2023              | Central Norte (S)     | 0 - 0                 | San Martín (F)        | 29.7.2023             | Juv. Antoniana      | 1 - 1               | Sol de América (F)  | 2.8.2023            |
| Riposa: Juv. Antoniana | Riposa: Juv. Antoniana | Riposa: Juv. Antoniana | Riposa: Juv. Antoniana | Riposa: Sarmiento (R) | Riposa: Sarmiento (R) | Riposa: Sarmiento (R) | Riposa: Sarmiento (R) | Riposa: Boca Unidos | Riposa: Boca Unidos | Riposa: Boca Unidos | Riposa: Boca Unidos |

| Sarmiento (R)          | 2 - 1                  | Gimnasia (S)           | 6.8.2023               | Crucero (M)                | 0 - 0                      | Sarmiento (R)              | 19.8.2023                  | Sarmiento (R)        | 1 - 1                | Juv. Antoniana       | 26.8.2023            |
| Central Norte (S)      | 1 - 1                  | Crucero (M)            | 6.8.2023               | Boca Unidos                | 1 - 1                      | 9 de Julio (R)             | 20.8.2023                  | San Martín (F)       | 1 - 0                | Crucero (M)          | 27.8.2023            |
| 9 de Julio (R)         | 2 - 0                  | Juv. Antoniana         | 6.8.2023               | Gimnasia (S)               | 3 - 0                      | San Martín (F)             | 20.8.2023                  | Central Norte (S)    | 3 - 0                | Boca Unidos          | 27.8.2023            |
| Sol de América (F)     | 2 - 1                  | Boca Unidos            | 6.8.2023               | Juv. Antoniana             | 0 - 1                      | Central Norte (S)          | 20.8.2023                  | 9 de Julio (R)       | 2 - 0                | Sol de América (F)   | 27.8.2023            |
| Riposa: San Martín (F) | Riposa: San Martín (F) | Riposa: San Martín (F) | Riposa: San Martín (F) | Riposa: Sol de America (F) | Riposa: Sol de America (F) | Riposa: Sol de America (F) | Riposa: Sol de America (F) | Riposa: Gimnasia (S) | Riposa: Gimnasia (S) | Riposa: Gimnasia (S) | Riposa: Gimnasia (S) |

##### Secondo girone di ritorno
| Gimnasia (S)           | 1 - 0                  | Crucero (M)            | 3.9.2023               | 9 de Julio (R)      | 1 - 1               | Central Norte (S)   | 8.9.2023            | Gimnasia (S)              | 1 - 0                     | Boca Unidos               | 13.9.2023                 |
| Sarmiento (R)          | 1 - 2                  | Boca Unidos            | 3.9.2023               | Juv. Antoniana      | 0 - 0               | Gimnasia (S)        | 8.9.2023            | San Martín (F)            | 1 - 0                     | Sol de América (F)        | 13.9.2023                 |
| San Martín (F)         | 3 - 0                  | Juv. Antoniana         | 3.9.2023               | Sol de América (F)  | 2 - 0               | Sarmiento (R)       | 9.9.2023            | Sarmiento (R)             | 0 - 0                     | 9 de Julio (R)            | 13.9.2023                 |
| Central Norte (S)      | 2 - 1                  | Sol de América (F)     | 3.9.2023               | Boca Unidos         | 2 - 0               | San Martín (F)      | 9.9.2023            | Crucero (M)               | 2 - 0                     | Juv. Antoniana            | 13.9.2023                 |
| Riposa: 9 de Julio (R) | Riposa: 9 de Julio (R) | Riposa: 9 de Julio (R) | Riposa: 9 de Julio (R) | Riposa: Crucero (M) | Riposa: Crucero (M) | Riposa: Crucero (M) | Riposa: Crucero (M) | Riposa: Central Norte (S) | Riposa: Central Norte (S) | Riposa: Central Norte (S) | Riposa: Central Norte (S) |

| Boca Unidos            | 2 - 1                  | Crucero (M)            | 17.9.2023              | Gimnasia (S)          | 1 - 0                 | 9 de Julio (R)        | 24.9.2023             | Sarmiento (R)       | 1 - 2               | San Martín (F)      | 1.10.2023           |
| Sol de América (F)     | 0 - 2                  | Gimnasia (S)           | 17.9.2023              | San Martín (F)        | 1 - 1                 | Central Norte (S)     | 24.9.2023             | Sol de América (F)  | 2 - 1               | Juv. Antoniana      | 1.10.2023           |
| Central Norte (S)      | 1 - 0                  | Sarmiento (R)          | 17.9.2023              | Crucero (M)           | 0 - 0                 | Sol de América (F)    | 24.9.2023             | 9 de Julio (R)      | 0 - 1               | Crucero (M)         | 1.10.2023           |
| 9 de Julio (R)         | 2 - 1                  | San Martín (F)         | 17.9.2023              | Juv. Antoniana        | 2 - 2                 | Boca Unidos           | 24.9.2023             | Central Norte (S)   | 2 - 0               | Gimnasia (S)        | 1.10.2023           |
| Riposa: Juv. Antoniana | Riposa: Juv. Antoniana | Riposa: Juv. Antoniana | Riposa: Juv. Antoniana | Riposa: Sarmiento (R) | Riposa: Sarmiento (R) | Riposa: Sarmiento (R) | Riposa: Sarmiento (R) | Riposa: Boca Unidos | Riposa: Boca Unidos | Riposa: Boca Unidos | Riposa: Boca Unidos |

| Crucero (M)            | 1 - 1                  | Central Norte (S)      | 7.10.2023              | 9 de Julio (R)             | 2 - 0                      | Boca Unidos                | 13.10.2023                 | Crucero (M)          | 1 - 0                | San Martín (F)       | 29.10.2023           |
| Gimnasia (S)           | 1 - 0                  | Sarmiento (R)          | 8.10.2023              | Sarmiento (R)              | 2 - 2                      | Crucero (M)                | 14.10.2023                 | Juv. Antoniana       | 0 - 0                | Sarmiento (R)        | 29.10.2023           |
| Boca Unidos            | 1 - 1                  | Sol de América (F)     | 8.10.2023              | San Martín (F)             | 3 - 0                      | Gimnasia (S)               | 15.10.2023                 | Boca Unidos          | 1 - 0                | Central Norte (S)    | 29.10.2023           |
| Juv. Antoniana         | 0 - 3                  | 9 de Julio (R)         | 8.10.2023              | Central Norte (S)          | 1 - 3                      | Juv. Antoniana             | 15.10.2023                 | Sol de América (F)   | 2 - 0                | 9 de Julio (R)       | 29.10.2023           |
| Riposa: San Martín (F) | Riposa: San Martín (F) | Riposa: San Martín (F) | Riposa: San Martín (F) | Riposa: Sol de America (F) | Riposa: Sol de America (F) | Riposa: Sol de America (F) | Riposa: Sol de America (F) | Riposa: Gimnasia (S) | Riposa: Gimnasia (S) | Riposa: Gimnasia (S) | Riposa: Gimnasia (S) |

## Spareggi retrocessione
Dopo la conclusione della Etapa clasificatoria, il Consejo Federal della AFA ha deciso di ridurre da 4 a 2 le squadre retrocesse. In conseguenza di tale decisione, le 4 squadre che si sono classificate ultime di ogni girone si sono affrontate in due spareggi, con accoppiamenti determinati in base alla rispettiva vicinanza geografica delle squadre. I due spareggi retrocessione si sono disputati in gara unica e in campo neutro. Le squadre sconfitte dai due spareggi sono retrocesse nel Torneo Regional Federal Amateur. Gli accoppiamenti sono stati determinati dalla vicinanza geografica delle squadre.

### Risultati
| Arbitro: | Fernando Rekers |

|                                   |           |  |
| Luna 45+4’ (rig.) Luna 70’ (rig.) | Marcatori |  |

La partita, sul momentaneo risultato di 2-0 per il Gimnasia, è stata sospesa al 25º minuto del secondo tempo dopo il lancio di fumogeni da parte dei tifosi del Liniers e le intemperanze dei giocatori di quest'ultima squadra contro la terna arbitrale e la squadra avversaria. Il risultato è stato successivamente convalidato, condannando il Liniers alla retrocessione nel Torneo Regional Federal Amateur.
| Arbitro: | Bruno Amiconi |

|                                          |           |             |
| Romero 4’ Esparza 51’ (rig.) Esparza 75’ | Marcatori | 9’ Ceballos |

Con la vittoria per 3-1, la Juventud Antoniana ha vinto lo spareggio retrocessione condannando in tal modo lo Sportivo Peñarol a disputare la prossima stagione nel Torneo Federal Regional Amateur.

## Fase finale
Alla fase finale ad eliminazione diretta hanno preso parte le 16 squadre che si sono classificate nelle prime quattro posizioni di ogni girone. Gli accoppiamenti tra le 16 squadre sono stati determinati sulla base dei risultati da ogni squadra ottenuti durante la prima fase. Ogni sfida si è giocata in gara unica e in casa della squadra con il miglior seeding (tranne la finale, che è stata disputata in campo neutro). In caso di pareggio dopo i tempi regolamentari, il regolamento favoriva la squadra in casa, attribuendogli automaticamente il passaggio del turno.
La squadra vincitrice si è fregiata del titolo di campione del Torneo Federal A, ottenendo in tal modo la promozione in Primera B Nacional. La squadra uscita sconfitta dalla finale disputerà uno spareggio contro la squadra uscita sconfitta dalla finale del Torneo reducido del campionato di Primera B Metropolitana.

### Tabellone
|  | Ottavi di finale | Ottavi di finale         | Ottavi di finale         | Ottavi di finale         | Ottavi di finale |  |  | Quarti di finale | Quarti di finale         | Quarti di finale         | Quarti di finale         | Quarti di finale  |                   |   | Semifinali | Semifinali   | Semifinali   | Semifinali       | Semifinali       |                  |       | Finale | Finale | Finale | Finale | Finale |  |
|  |                  |                          |                          |                          |                  |  |  |                  |                          |                          |                          |                   |                   |   |            |              |              |                  |                  |                  |       |        |        |        |        |        |  |
|  | 2                | Douglas Haig (v.s.)      | Douglas Haig (v.s.)      | Douglas Haig (v.s.)      | 0                |  |  |                  |                          |                          |                          |                   |                   |   |            |              |              |                  |                  |                  |       |        |        |        |        |        |  |
|  | 15               | Santamarina              | Santamarina              | Santamarina              | 0                |  |  | 3                | Douglas Haig             | Douglas Haig             | Douglas Haig             | 5                 |                   |   |            |              |              |                  |                  |                  |       |        |        |        |        |        |  |
|  | 7                | Central Norte (S)        | Central Norte (S)        | Central Norte (S)        | 3                |  |  | 6                | Central Norte (S)        | Central Norte (S)        | Central Norte (S)        | 0                 |                   |   |            |              |              |                  |                  |                  |       |        |        |        |        |        |  |
|  | 10               | Sp. Las Parejas          | Sp. Las Parejas          | Sp. Las Parejas          | 1                |  |  |                  |                          |                          |                          |                   |                   |   | 2          | Douglas Haig | Douglas Haig | Douglas Haig     | 2                |                  |       |        |        |        |        |        |  |
|  | 3                | Ciudad de Bolívar        | Ciudad de Bolívar        | Ciudad de Bolívar        | 3                |  |  |                  |                          | 3                        | Ciudad de Bolívar        | Ciudad de Bolívar | Ciudad de Bolívar | 1 |            |              |              |                  |                  |                  |       |        |        |        |        |        |  |
|  | 14               | Sol de América (F)       | Sol de América (F)       | Sol de América (F)       | 1                |  |  | 4                | Ciudad de Bolívar (v.s.) | Ciudad de Bolívar (v.s.) | Ciudad de Bolívar (v.s.) | 1                 |                   |   |            |              |              |                  |                  |                  |       |        |        |        |        |        |  |
|  | 6                | Argentino (MM)           | Argentino (MM)           | Argentino (MM)           | 4                |  |  | 5                | Argentino (MM)           | Argentino (MM)           | Argentino (MM)           | 1                 |                   |   |            |              |              |                  |                  |                  |       |        |        |        |        |        |  |
|  | 11               | Cipolletti               | Cipolletti               | Cipolletti               | 0                |  |  |                  |                          |                          |                          |                   |                   |   | 1          | Douglas Haig | Douglas Haig | Douglas Haig     | 1 (1)            |                  |       |        |        |        |        |        |  |
|  | 1                | Olimpo                   | Olimpo                   | Olimpo                   | 2                |  |  |                  |                          |                          |                          |                   |                   |   |            |              | 2            | Gimnasia (S) (r) | Gimnasia (S) (r) | Gimnasia (S) (r) | 1 (3) |        |        |        |        |        |  |
|  | 16               | Atenas (RC)              | Atenas (RC)              | Atenas (RC)              | 0                |  |  | 1                | Olimpo                   | Olimpo                   | Olimpo                   | 1                 |                   |   |            |              |              |                  |                  |                  |       |        |        |        |        |        |  |
|  | 8                | Independiente (C) (v.s.) | Independiente (C) (v.s.) | Independiente (C) (v.s.) | 1                |  |  | 8                | Independiente (C)        | Independiente (C)        | Independiente (C)        | 0                 |                   |   |            |              |              |                  |                  |                  |       |        |        |        |        |        |  |
|  | 9                | Juv. Unida (SL)          | Juv. Unida (SL)          | Juv. Unida (SL)          | 1                |  |  |                  |                          |                          |                          |                   |                   |   | 1          | Olimpo       | Olimpo       | Olimpo           | 0                |                  |       |        |        |        |        |        |  |
|  | 4                | Gimnasia (S)             | Gimnasia (S)             | Gimnasia (S)             | 2                |  |  |                  |                          | 4                        | Gimnasia (S)             | Gimnasia (S)      | Gimnasia (S)      | 1 |            |              |              |                  |                  |                  |       |        |        |        |        |        |  |
|  | 13               | Sp. Belgrano (SF)        | Sp. Belgrano (SF)        | Sp. Belgrano (SF)        | 0                |  |  | 2                | Gimnasia (S)             | Gimnasia (S)             | Gimnasia (S)             | 1                 |                   |   |            |              |              |                  |                  |                  |       |        |        |        |        |        |  |
|  | 5                | Villa Mitre              | Villa Mitre              | Villa Mitre              | 1                |  |  | 7                | Villa Mitre              | Villa Mitre              | Villa Mitre              | 0                 |                   |   |            |              |              |                  |                  |                  |       |        |        |        |        |        |  |
|  | 12               | Boca Unidos              | Boca Unidos              | Boca Unidos              | 0                |  |  |                  |                          |                          |                          |                   |                   |   |            |              |              |                  |                  |                  |       |        |        |        |        |        |  |

### Ottavi di finale
Agli ottavi di finale hanno partecipato tutte le 16 squadre classificatesi alla Fase finale del campionato. Gli accoppiamenti sono stati determinati sulla base della classifica avulsa, accoppiando la 1ª classificata contro la 16°, la 2° contro la 15° e così via. Le 8 squadre vincitrici hanno ottenuto il diritto di accedere ai quarti di finale.

#### Classifica avulsa
La classifica avulsa ha tenuto conto dei risultati di tutte le 16 le squadre classificate agli ottavi di finale della Fase finale, con lo scopo di determinare gli accoppiamenti del tabellone. A pari punti ottenuti è stata presa in considerazione la differenza reti.
| S  | Squadra            | Pos | PT | GF | GS | DR  |
| -- | ------------------ | --- | -- | -- | -- | --- |
| 1  | Olimpo             | 1°  | 69 | 58 | 20 | +38 |
| 2  | Douglas Haig       | 1°  | 66 | 43 | 22 | +21 |
| 3  | Ciudad de Bolívar  | 1°  | 59 | 45 | 25 | +20 |
| 4  | Gimnasia (S)       | 1°  | 59 | 32 | 17 | +15 |
| 5  | Villa Mitre        | 2°  | 64 | 51 | 15 | +36 |
| 6  | Argentino (MM)     | 2°  | 58 | 53 | 27 | +26 |
| 7  | Central Norte (S)  | 2°  | 49 | 38 | 30 | +8  |
| 8  | Independiente (C)  | 2°  | 49 | 31 | 25 | +6  |
| 9  | Juv. Unida (SL)    | 3°  | 51 | 33 | 23 | +10 |
| 10 | Sp. Las Parejas    | 3°  | 47 | 37 | 33 | +4  |
| 11 | Cipolletti         | 3°  | 58 | 35 | 34 | +1  |
| 12 | Boca Unidos        | 3°  | 46 | 31 | 36 | -5  |
| 13 | Sp. Belgrano (SF)  | 4°  | 47 | 42 | 34 | +8  |
| 14 | Sol de América (F) | 4°  | 45 | 33 | 29 | +4  |
| 15 | Santamarina        | 4°  | 44 | 33 | 31 | +2  |
| 16 | Atenas (RC)        | 4°  | 44 | 43 | 42 | +1  |

#### Risultati
| Arbitro: | Cristian Rubiano |

|                |           |  |
| Cocciarini 88’ | Marcatori |  |

Con la vittoria per 1-0 sul Boca Unidos, il Villa Mitre si è qualificato ai quarti di finale del torneo reducido.
| Arbitro: | Juan Nebbietti |

|                                       |           |            |
| Vázquez 16’ Guerra 79’ Troncoso 90+7’ | Marcatori | 46’ Osurak |

Con il risultato a proprio favore di 3-1 il Ciudad de Bolivar si è qualificato ai quarti di finale.
| Arbitro: | Mauricio Martín |

|                        |           |  |
| Tallura 2’ Rojas 45+1’ | Marcatori |  |

Con la vittoria per 2-0 sullo Sportivo Belgrano, il Gimnasia y Tiro si è qualificato ai quarti di finale.
| Arbitro: | José Díaz |

|                                               |           |  |
| Correa 24’ Guerreiro 37’ Oviedo 44’ Olmos 85’ | Marcatori |  |

Con la vittoria per 4-0 sul Cipolletti, l'Argentino de Monte Maíz si è qualificato ai quarti di finale.
| Arbitro: | Joaquin Gil |

|                              |           |  |
| Amarilla 59’ Affranchino 82’ | Marcatori |  |

Con la vittoria per 2-0 sull'Atenas, l'Olimpo si è qualificato ai quarti di finale.
| Pergamino 5 novembre 2023, ore 17:00 UTC-3 Ottavi di finale (gara unica) | Douglas Haig          | 0 – 0 referto | Santamarina | Stadio Miguel Morales\| Arbitro: \| Maximiliano Macheroni \| |
| Arbitro:                                                                 | Maximiliano Macheroni |               |             |                                                              |

Nonostante il punteggio di parità di 0-0, il Douglas Haig si è qualificato ai quarti di finale per la migliore posizione nella classifica avulsa rispetto al Santamarina.
| Arbitro: | Nahuel Viñas |

|            |           |               |
| Moreno 59’ | Marcatori | 90’ Balmaceda |

Nonostante il risultato di parità per 1-1, l'Independiente si è qualificato ai quarti di finale grazie alla sua miglior posizione nella classifica avulsa rispetto alla Juventud Unida Universitario.
| Arbitro: | Matías Billione Carpio |

|                                 |           |          |
| Magno 5’ Magno 34’ González 49’ | Marcatori | 85’ Font |

Con la vittoria per 3-1 sullo Sportivo Las Parejas, il Central Norte si è qualificato ai quarti di finale.

### Quarti di finale
Ai quarti di finale hanno partecipato le 8 squadre vincitrici delle sfide degli ottavi di finale. Anche in questo caso, gli accoppiamenti sono stati determinati sulla base della classifica avulsa, accoppiando la 1ª classificata contro l'8°, la 2° contro la 7° e così via. Le 4 squadre vincitrici hanno ottenuto il diritto di accedere alle semifinali.

#### Classifica avulsa
La classifica avulsa ha tenuto conto dei risultati di tutte le 8 le squadre classificate ai quarti di finale, con lo scopo di determinare gli accoppiamenti del tabellone. A pari punti ottenuti è stata presa in considerazione la differenza reti.
| S | Squadra           | Pos | PT | GF | GS | DR  |
| - | ----------------- | --- | -- | -- | -- | --- |
| 1 | Olimpo            | 1°  | 69 | 58 | 20 | +38 |
| 2 | Douglas Haig      | 1°  | 66 | 43 | 22 | +21 |
| 3 | Ciudad de Bolívar | 1°  | 59 | 45 | 25 | +20 |
| 4 | Gimnasia (S)      | 1°  | 59 | 32 | 17 | +15 |
| 5 | Villa Mitre       | 2°  | 64 | 51 | 15 | +36 |
| 6 | Argentino (MM)    | 2°  | 58 | 53 | 27 | +26 |
| 7 | Central Norte (S) | 2°  | 49 | 38 | 30 | +8  |
| 8 | Independiente (C) | 2°  | 49 | 31 | 25 | +6  |

#### Risultati
| Arbitro: | Bruno Amiconi |

|                   |           |             |
| Roldán 20’ (rig.) | Marcatori | 40’ Sánchez |

Nonostante il punteggio di parità sull'1-1, il Ciudad de Bolivar si è qualificato alle semifinali grazie alla sua migliore posizione nella classifica avulsa.
| Arbitro: | Fabricio Llobet |

|            |           |  |
| Tallura 7’ | Marcatori |  |

Con la vittoria per 1-0 sul Villa Mitre, il Gimnasia y Tiro si è qualificato alle semifinali.
| Arbitro: | Maximiliano Macheroni |

|                 |           |  |
| Vila 25’ (rig.) | Marcatori |  |

Con la vittoria per 1-0 sull'Independiente, l'Olimpo si è qualificato alle semifinali.
| Arbitro: | Álvaro Carranza |

|                                                                    |           |  |
| Caballuci 1’ Johansen 45+6’ González 52’ Johansen 71’ Johansen 75’ | Marcatori |  |

Con la vittoria per 5-0 sul Central Norte, il Douglas Haig si è qualificato alle semifinali.

### Semifinali
Alle semifinali hanno partecipato le 4 squadre vincitrici delle sfide dei quarti di finale. Anche in questo caso, gli accoppiamenti sono stati determinati sulla base della classifica avulsa, accoppiando la 1ª classificata contro la 4° e la 2° contro la 3°. Le 2 squadre vincitrici hanno ottenuto il diritto di accedere alla finale.

#### Classifica avulsa
La classifica avulsa ha tenuto conto dei risultati di tutte le 4 le squadre classificate alle semifinali, con lo scopo di determinare gli accoppiamenti del tabellone. A pari punti ottenuti è stata presa in considerazione la differenza reti.
| S | Squadra           | Pos | PT | GF | GS | DR  |
| - | ----------------- | --- | -- | -- | -- | --- |
| 1 | Olimpo            | 1°  | 69 | 58 | 20 | +38 |
| 2 | Douglas Haig      | 1°  | 66 | 43 | 22 | +21 |
| 3 | Ciudad de Bolívar | 1°  | 59 | 45 | 25 | +20 |
| 4 | Gimnasia (S)      | 1°  | 59 | 32 | 17 | +15 |

#### Risultati
| Arbitro: | Nahuel Viñas |

|  |           |            |
|  | Marcatori | 33’ Cérica |

Con la vittoria per 1-0 sull'Olimpo, il Gimnasia y Tiro si è qualificato in finale.
| Arbitro: | Gastón Monsón |

|                        |           |            |
| Avila 78’ Cuevas 90+3’ | Marcatori | 8’ Vázquez |

Con la vittoria per 2-1 sul Ciudad de Bolivar, il Douglas Haig si è qualificato in finale.

### Finale
Alla finale hanno partecipato le 2 squadre vincitrici delle sfide di semifinale. La finale si è disputata in campo neutro.

#### Risultati
| Arbitro: | Nahuel Viñas |

|              |                      |              |
| Johansen 34’ | Marcatori            | 39’ Sanabria |
|              | Tiri di rigore 1 – 3 |              |

Permanendo il risultato di parità sull'1-1, sono stati necessari i calci di rigore dai quali è uscito vincitore il Gimnasia y Tiro, che ha così ottenuto il titolo di campione del Torneo Federal 2023 e la promozione in Primera B Nacional. Il Douglas Haig, uscito sconfitto da questa finale, ha comunque ottenuto il diritto di disputare lo spareggio promozione con la squadra uscita sconfitta dalla finale del Torneo reducido della Primera B, ovvero il San Miguel.

## Spareggio promozione
Lo spareggio per determinare la terza squadra ad essere promossa in Primera B Nacional si è disputato tra la squadra vincitrice del Torneo reducido del campionato di Primera B, il San Miguel, contro il Douglas Haig, squadra uscita sconfitta dalla finale del Torneo Federal A 2023. Lo spareggio si è giocato in gara unica e in campo neutro.
| Arbitro: | Juan Pafundi |

|  |                      |  |
|  | Tiri di rigore 6 – 5 |  |

Permanendo il risultato di parità sullo 0-0 al termine dei tempi regolamentari, sono stati necessari i calci di rigore dai quali è uscito vincitore il San Miguel, che in tal modo ha ottenuto la promozione in Primera B Nacional.

## Statistiche

### Classifica marcatori
| Gol |  |  | Giocatore         | Squadra           |
| --- |  |  | ----------------- | ----------------- |
| 14  |  |  | Gabriel Serrano   | El Linqueño       |
| 13  |  |  | Diego Magno       | Central Norte (S) |
| 13  |  |  | Guillermo Sánchez | Argentino (MM)    |
| 13  |  |  | Luis Vila         | Olimpo (BB)       |
| 13  |  |  | Nicolás Johansen  | Douglas Haig      |
| 13  |  |  | Paulo Oballes     | Atenas            |
| 13  |  |  | Ricardo Tapia     | Villa Mitre (BB)  |